# Campo di Giove
Campo di Giove (IPA: /ˈkampo di ˈʤɔve/, ; Cambə də Ggïóvə o Cámbəjòuə in dialetto abruzzese, Cambrihòuuə o Cambriháuue in arcaico e Chempedejuove o Camprejque nel vernacolo) è un comune italiano di 742 abitanti della provincia dell'Aquila, posto al confine con la provincia di Chieti, in Abruzzo.
Fondato dai Romani intorno al 300 a.C. alle falde del versante sud-occidentale della Maiella e documentato sin dall'XI secolo, in età medievale fu feudo di diverse famiglie nobili e subì un attacco apportato dal condottiero Braccio da Montone nell'ambito della guerra dell'Aquila del 1424. Il paese, pesantemente danneggiato da vari sismi nel corso della sua storia, tra cui il terremoto della Maiella del 1706, del quale fu epicentro, è stato decorato con la medaglia d'argento al merito civile, avendo subito durante la seconda guerra mondiale atti di violenza e rappresaglie nazi-fasciste. Con le varie fasi di ricostruzione, conobbe una crescente espansione urbanistica che lo portò, negli anni, a divenire un'importante località di villeggiatura estiva ed invernale, attraversata dalla ferrovia Sulmona-Isernia e dotata di una propria stazione sciistica. Dal 1991 fa parte del parco nazionale della Maiella, del quale costituisce il paese più in quota. Di tradizionale vocazione nel settore primario, mostra una florida inclinazione nell'allevamento, volta alla produzione lattiero-casearia.

## Geografia fisica

### Territorio

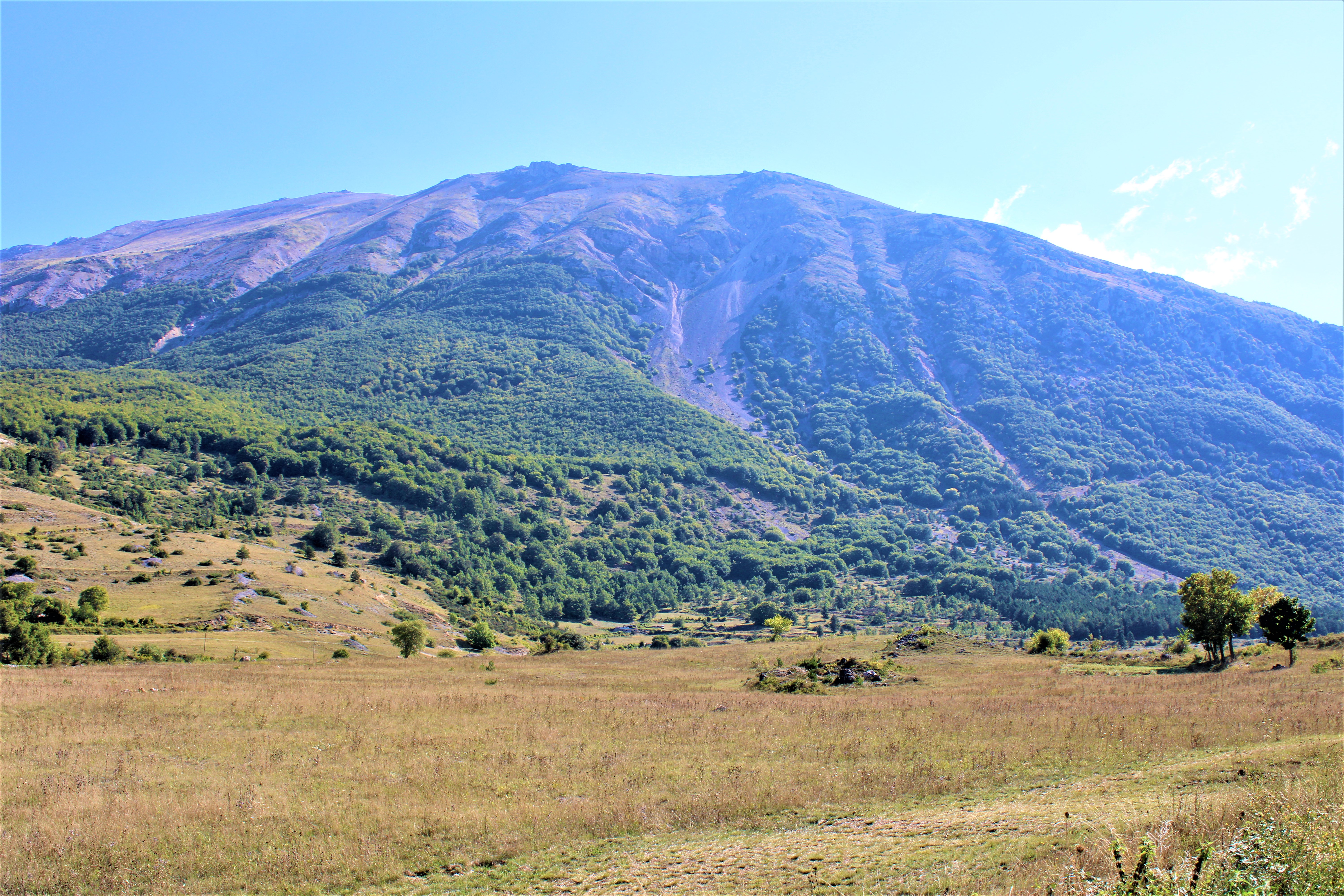
La Maiella vista dal paese

Il paese, posto alle falde della zona occidentale della Maiella e precisamente tra il monte Amaro, la Tavola Rotonda e il monte Porrara, a 1064 m s.l.m., confina a nord con Pacentro, a ovest con Cansano e a sud con Palena, quest'ultimo, a differenza degli altri, sito in provincia di Chieti.
Il dislivello varia da un minimo di 700 m s.l.m. di Fonte della Valle a un massimo di 2403 m s.l.m. in prossimità della Tavola Rotonda. La parte più antica del paese è situata sul declivio di un colle, mentre la parte di più recente edificazione su un pianoro e i colli antistanti.
Idrologia
A sud-est dell'abitato vi è un laghetto di origine carsica, il lago Ticino (o Tescino), che, con le sue modeste dimensioni e il caratteristico ambiente naturale circostante, costituisce una peculiarità del parco nazionale della Maiella. Tale specchio d'acqua, ridottosi perlopiù allo stato di stagno, è ciò che resta di un originario lago morenico e la sua presenza nel territorio è attestata già dal 1317, quando risulta appartenente ai domini dei coniugi Simone di Sangro e Lorenza di Licinardo con il nome di stagnum lucosanum e utilizzato per scopi irrigui. Si registra inoltre la presenza di alcune sorgenti di piccola portata che sgorgano lungo i pendii della Maiella che danno sul borgo, secondo un dislivello che spazia dai 1186 m s.l.m. ai 700 m s.l.m. di Fonte della Valle.
Geologia e morfologia
I versanti della Tavola Rotonda e del monte Porrara che circondano a nord-est e sud-est il paese sono caratterizzati da fenomeni carsici e tracce di calcari biostromali del Cretaceo, con a valle depositi terrigeni del Miocene superiore, calcilutiti avana e biancastri oolitici e presenza di macro- e microfossili: nello specifico, il versante principale deve la sua formazione all'accumulo morenico di un ghiacciaio, mentre quelli dei rilievi orientali annoverano la presenza di falde di detrito e disfacimento e morene di nevaio.
Tettonica
Il centro abitato poggia su una sinclinale, proseguimento della fossa tettonica della Valle dell'Orta: nella parte occidentale la faglia diviene diretta e i suoi effetti meccanici vengono attenuati dalle erosioni dei versanti montuosi circostanti, mentre nella parte meridionale si registrano rigetti maggiori, con affioramento di termini carbonatici via via più antichi; nella zona di guado di Coccia si evidenziano invece terminazioni periclinaliche. Nel corso della sua storia Campo di Giove ha subito almeno due sismi: il terremoto della Maiella del 3 novembre 1706, che ebbe l'epicentro proprio nella faglia della montagna sopra il borgo e registrò una magnitudo di 6,6 che portò alla distruzione della maggior parte degli edifici, e il terremoto della Maiella del 26 settembre 1933 di magnitudo 5,7, ma pur sempre lesivo. Secondo la classificazione sismica, il comune è in "zona 1" (sismicità alta), come stabilito dal dipartimento della protezione civile.

### Clima
Per via della sua posizione, Campo di Giove è caratterizzato da un clima continentale, con inverni freddi ed estati calde ma salubri. Nel periodo invernale si registrano frequenti precipitazioni di carattere nevoso, con temperature che possono raggiungere i −7 °C. La particolare vallata su cui poggia il paese, unita alla presenza dei monti circostanti, genera, in particolare durante le giornate estive, forti escursioni termiche nel passaggio dalle ore di luce alle ore di buio. Tali caratteristiche climatiche, insieme alla particolare collocazione del borgo e alla presenza di vaste pinete e faggete presenti all'interno del suo territorio, contribuiscono in maniera determinante a rendere pura l'aria circostante e a creare una sorta di "microclima campogiovese". Secondo la classificazione climatica, il centro abitato è situato in "zona F", con 3 193 GG. Tra i venti che vi spirano, vi sono la bora e, in misura minore, lo scirocco.
Campo di Giove possiede una propria stazione meteorologica. Di seguito è riportata una tabella riassuntiva dei principali dati climatici del comune, secondo le stime del NOAA:
| Campo di Giove (1920-2008) | Mesi | Mesi | Mesi | Mesi | Mesi | Mesi | Mesi | Mesi | Mesi | Mesi | Mesi  | Mesi  | Stagioni | Stagioni | Stagioni | Stagioni | Anno  |
| Campo di Giove (1920-2008) | Gen  | Feb  | Mar  | Apr  | Mag  | Giu  | Lug  | Ago  | Set  | Ott  | Nov   | Dic   | Inv      | Pri      | Est      | Aut      | Anno  |
| -------------------------- | ---- | ---- | ---- | ---- | ---- | ---- | ---- | ---- | ---- | ---- | ----- | ----- | -------- | -------- | -------- | -------- | ----- |
| T. max. media (°C)         | 5    | 8    | 10   | 14   | 19   | 23   | 26   | 26   | 21   | 16   | 9     | 5     | 6        | 14,3     | 25       | 15,3     | 15,2  |
| T. media (°C)              | −0,5 | 1,5  | 3,5  | 7,0  | 12,0 | 15,5 | 18,0 | 18,0 | 13,5 | 9,0  | 3,5   | 0,0   | 0,3      | 7,5      | 17,2     | 8,7      | 8,4   |
| T. min. media (°C)         | −6   | −5   | −3   | 0    | 5    | 8    | 10   | 10   | 6    | 2    | −2    | −5    | −5,3     | 0,7      | 9,3      | 2        | 1,7   |
| Precipitazioni (mm)        | 84,3 | 71,3 | 71,7 | 70,9 | 64,2 | 50,9 | 39,0 | 36,6 | 58,6 | 80,6 | 106,0 | 105,0 | 260,6    | 206,8    | 126,5    | 245,2    | 839,1 |
| Giorni di pioggia          | 5,7  | 5,8  | 5,8  | 6,2  | 6,2  | 4,4  | 2,8  | 3,2  | 4,7  | 6,1  | 7,3   | 7,4   | 18,9     | 18,2     | 10,4     | 18,1     | 65,6  |

## Storia

### Origini e periodo italico-romano
La zona orientale della Maiella fu abitata sin dal Paleolitico, poiché non molto lontano, presso il comune di Lama dei Peligni, fu rinvenuto il cranio del cosiddetto "Uomo della Maiella"; del Neolitico presso il cosiddetto pagus sul lago Ticino (o Tescino) risale una pietra scheggiata dagli uomini primitivi. Tuttavia presenze stabili nel territorio si hanno nel VI secolo a.C., quando il villaggio originario era formato da un insieme di pagi, situati presso le zone di Pian de' Tòfani, dell'Ara e di guado di Coccia.
Verso il 300 a.C. nel campo dell'Ara di Coccia sorse un tempio dedicato a Giove e il posto prese il nome di Campus Jovis, da cui la denominazione del paese. Secondo la leggenda, durante una battaglia tra Peligni e Romani, guidati da Quinto Fabio Massimo, svoltasi nella zona, presso il cosiddetto "colle della battaglia", i primi credettero di aver vinto, quando all'improvviso scoppiò un tremendo temporale che capovolse le sorti dello scontro e i Romani, in segno di riconoscenza per la vittoria ottenuta più per motivi legati alla pioggia che per le loro capacità militari, vollero innalzare un tempio a Giove presso il campo dell'Ara di Coccia, dove si trova la chiesa di Sant'Eustachio.
Subito dopo, nella zona, attraversata dalla via Corfinium-Aequum Tuticum, fu formata una mansio, ossia una stazione di posta, di sosta e di ristoro. L'area, ricca di terreni adatti al pascolo, corrispondente all'altopiano di Quarto Santa Chiara, veniva utilizzata dai pastori per compiere il rito della transumanza. Si può dire quindi che la zona durante tutta la durata dell'Impero romano attraversò un periodo di relativa stabilità.

### Medioevo

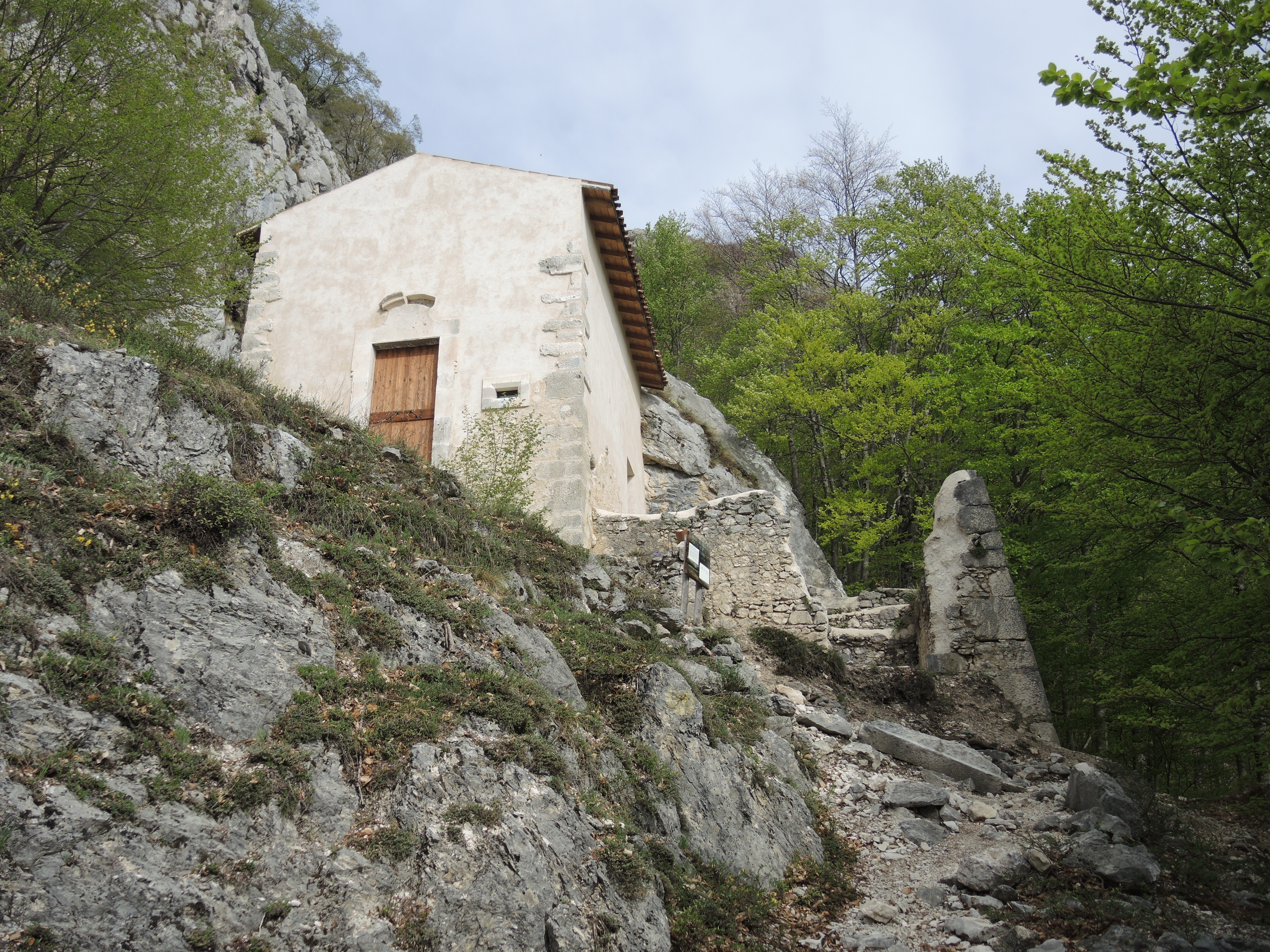
L'eremo della Madonna di Coccia, uno degli edifici religiosi fondati da papa Celestino V durante il suo eremitaggio

Con la caduta dell'Impero romano d'Occidente nel 476 d.C., varie popolazioni barbariche saccheggiarono la Valle Peligna fino al X secolo, colpendo anche il pagus di Campo di Giove e costringendo gli abitanti ad abbandonare il villaggio romano e a radunarsi in un podium che iniziarono via via a munire con mura perimetrali e porte urbiche fino a renderlo un oppidum, ossia un castello non fortificato. Parallelamente nella comunità cominciò a diffondersi il cristianesimo, grazie alla presenza in paese di alcuni monaci dell'abbazia di San Vincenzo al Volturno, quivi stabilitisi, che impartivano agli abitanti i doveri religiosi e civili.
Il feudo contava nell'XI secolo 24 famiglie ed il castello, tassato venti once annue, forniva due cavalieri e quattro scudieri per le crociate in Terrasanta; nel 1073 fu ceduto ai monaci dell'abbazia di Montecassino da Oddone Valva, riportato nelle fonti come Oddone di Pettorano sul Gizio, il quale l'aveva ottenuto grazie ad una donazione fattagli dai predetti monaci volturnesi.
Più avanti negli anni, nel XIII secolo, Campo di Giove venne frequentato da Pietro da Morrone (futuro papa Celestino V) e i suoi discepoli, intenti a seguire la via dell'eremitaggio per adorare il Signore. Durante il suo passaggio, Pietro ebbe modo di far erigere fuori dalle mura del paese, lungo i pendii della Maiella, l'eremo della Madonna di Coccia e il convento di Sant'Antonino, quest'ultimo non più presente.
Nel 1280 il feudo fu diviso in due parti, entrambe governate dai Bifero, baroni di Colledimacine, mentre quattordici anni dopo, nel 1294, Bartolomeo Galgano le riunificò e ne divenne il feudatario con il titolo di signore. Nel 1304 il paese fu donato dal re del Regno di Napoli Carlo II d'Angiò a Tommaso Piscicelli che la governerà fino alla sua morte, avvenuta nel 1334. Il feudo andò quindi al barone De Capite di Sulmona, a Roberto di Licinardo e alla sua morte, avvenuta intorno al 1342, alla sorella Giovanna, che dovettero combattere contro lo strapotere sempre maggiore delle famiglie Caldora e Cantelmo, la prima schierata con gli angioini, mentre l'altra con gli aragonesi, pretendenti al trono del Regno.
Nel 1383 Giacomo Cantelmo, sesto signore di Popoli, conquistò Campo di Giove, essendosi ritirato dalla vita di corte napoletana, data l'instabilità del governo del re Carlo III d'Angiò-Durazzo. Il feudo passò poi al figlio secondogenito Berlingiero Cantelmo, primo conte di Arce e gran camerlengo del Regno di Napoli, e fu confermato prima dal sovrano napoletano e poi dal suo successore Ladislao d'Angiò-Durazzo. Questi morì prematuramente e lasciò nel testamento come bali e tutori del suo unico figlio Giacomo, rimasto orfano (la madre Maria Caldora, figlia di Luigi, era morta prima del padre Berlingiero), la sorella Rita Cantelmo, all'epoca vedova di Giovanni Antonio Caldora, e il loro figlio primogenito Giacomo Caldora. Giacomo Cantelmo ereditò così tutti i feudi del padre, ma poiché in età minorile il re Ladislao li riassegnò provvisoriamente a suo cugino Giacomo Caldora, il quale, a sua volta, per governare meglio i suoi vasti possedimenti, diede il feudo di Campo di Giove in subvassallaggio con il grado di capitano a Francesco Riccardi. Raggiunta la maggiore età, nel 1417 Giacomo Cantelmo vi fu in essi reintegrato ed accadde che Raimondo Caldora, fratello minore di Giacomo, li occupò con il suo esercito, ragion per cui il Cantelmo fu costretto a recuperarli, questo perché Giacomo seguitava per i durazzeschi, mentre Raimondo per gli angioini; di conseguenza Giacomo Caldora per vendicare il fratello nel 1419 tolse a Giacomo Cantelmo i feudi di Campo di Giove e Pacentro. Giacomo Caldora quindi all'inizio del 1421 rinforzò il feudo di Campo di Giove munendolo di torri e pezzi di artiglieria ed elevandolo così al rango di castrum.

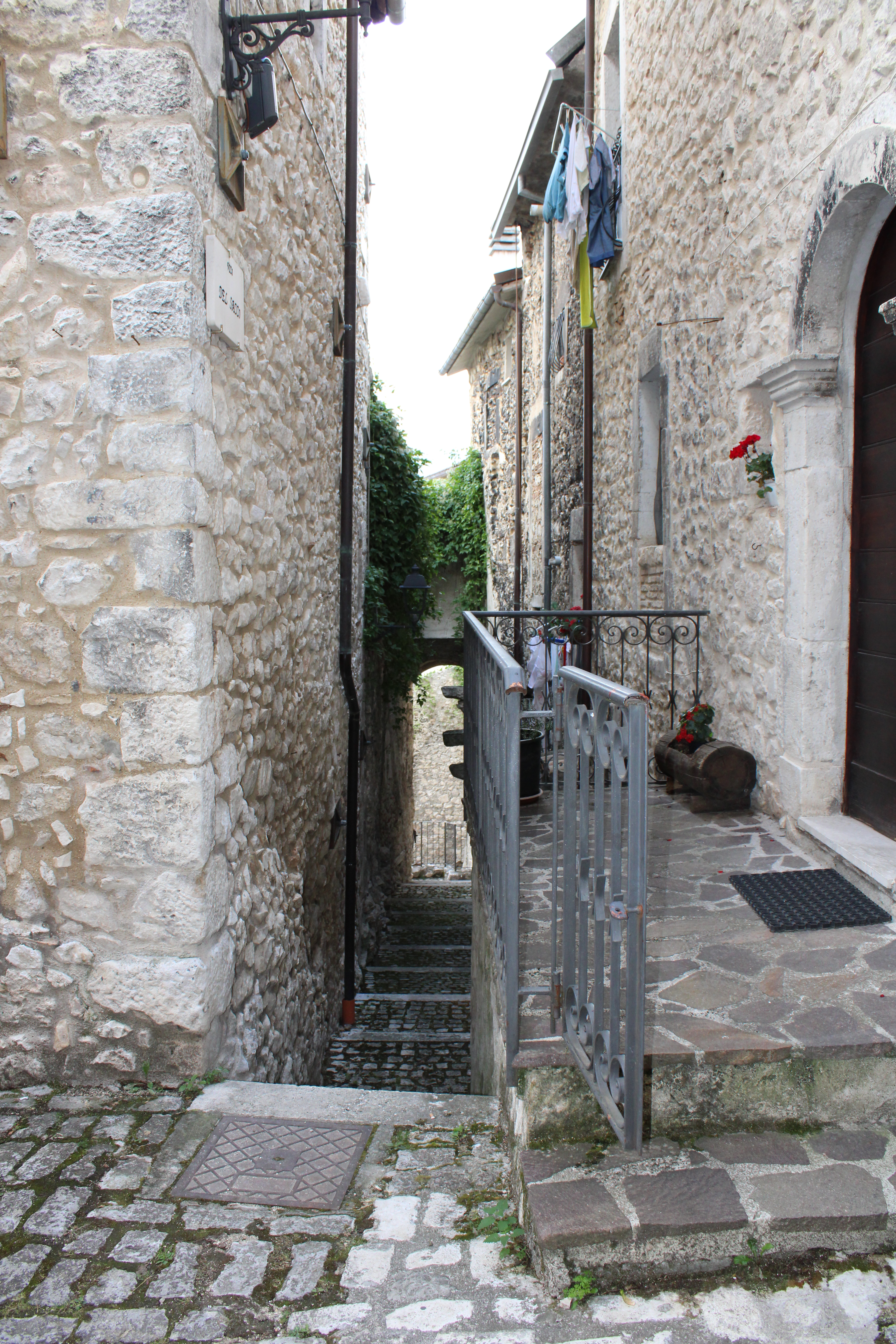
Il vico del sacco di Campo di Giove, da cui penetrarono i soldati di Braccio da Montone durante l'assedio del paese del 1421

Sempre nello stesso anno Campo di Giove venne assediato dal capitano di ventura Braccio da Montone che guidava nella guerra dell'Aquila l'esercito napoletano contro i feudi ribellatisi al dominio della regina Giovanna II d'Angiò-Durazzo (Giacomo Caldora, inizialmente schierato con gli angioini, era nel frattempo passato dalla parte degli aragonesi). Dopo tre giorni continui di attacchi i soldati nemici riuscirono a penetrare nel paese e lo saccheggiarono e diedero alle fiamme; il vicolo da cui entrarono prese poi il nome di "vico del sacco".
In seguito a causa di alcuni avvenimenti i due condottieri invertirono i loro partiti: il Caldora rientrò nelle grazie della regina Giovanna, mentre il Montone passò al soldo del pretendente Alfonso V d'Aragona e in più ricevette la scomunica dal papa Martino V. Nel 1424 la sovrana napoletana nominò Giacomo Caldora gran connestabile del Regno di Napoli e lo spedì alla volta dell'Aquila, dove Braccio aveva posto l'assedio da più di un anno, non prima di aver conquistato numerosi feudi, distrutto vari castelli e commesso atroci delitti in quasi tutto l'Abruzzo. La battaglia finale fu feroce e cruenta e decise il destino di gran parte della penisola italiana. Giacomo Caldora, appoggiato da Francesco Sforza, vinse la battaglia e Braccio da Montone morì, forse ucciso dal Caldora stesso. Subito dopo Giacomo liberò con il suo esercito Campo di Giove, rimasto in mano ad alcuni mercenari di Braccio.

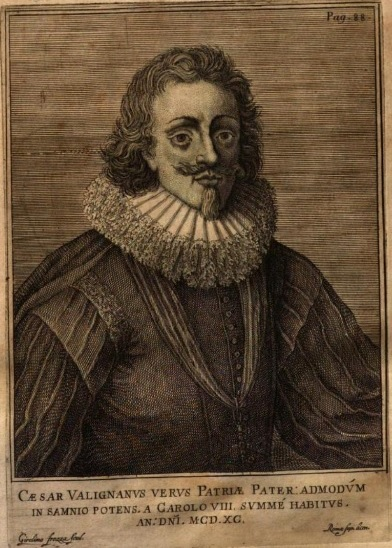
Cesare Valignano, feudatario di Campo di Giove dal 1495 al 1498

Nel frattempo il feudo era tornato ai Cantelmo, nella persona di Onofrio Gaspare, ma, dopo la morte di Giacomo Caldora nel 1439, fu recuperato dal di lui figlio Antonio Caldora, che però riperse nel 1464 dopo essere stato fatto prigioniero durante l'assedio di Vasto: tutti i suoi feudi per volere del suo avversario Ferrante d'Aragona, succeduto al padre Alfonso V nel trono napoletano, furono confiscati ed assegnati alle persone di corte a lui più vicine e fedeli. Campo di Giove venne assegnato al gran cancelliere Valentino Claver che lo mantenne fino al 1473, anno in cui lo vendette a Vito Nicola di Procida, il quale lo possedette fino al 13 ottobre 1483, quando il re Ferrante d'Aragona l'assegnò a Simonetto Belprato. Alla morte di quest'ultimo, avvenuta nel 1488, dopo essere andato per un brevissimo tempo al reale demanio, passò direttamente al nipote Giovanni Vincenzo Belprato (Michele Belprato, figlio di Simonetto e padre di Giovanni Vincenzo, era morto prematuramente). Tuttavia dal 1495 al 1498 fu in mano a Cesare Valignano, il quale l'ebbe per i servigi resi a Carlo VIII di Francia, ma lo perdette con l'arrivo in Italia degli spagnoli. Tornò così a Giovanni Vincenzo Belprato e passò alla sua morte, avvenuta nel 1505, al suo unico figlio Giovanni Berardino.

### Cinquecento, Seicento e Settecento
Giovanni Berardino Belprato però non poté esercitare su di esso alcun potere perché nei regesti reali risultava appartenente a Gianfrancesco di Procida, figlio di Vito Nicola, cui – tra l'altro – era debitore; nel 1509 Giovanni Berardino saldò il debito con l'acquisto del feudo. Morto Giovanni Berardino nel 1520, il feudo passò al figlio primogenito Giovanni Vincenzo, che ne divenne quindi – de facto – il feudatario, indi al di lui figlio Giovanni Berardino e al nipote Carlo; l'unica figlia di quest'ultimo, Virginia, lo porterà in via dotale al suo secondo marito Giovanni Tommaso di Capua e dunque ai suoi discendenti, che lo possiederanno fino al 1697, quando passerà ai Pignatelli. Parallelamente, sempre nel Cinquecento, per un breve periodo tornerà in mano alla famiglia Bifero. Si entra quindi nel Seicento e in paese compaiono le prime famiglie possidenti e latifondiste, quali i Ciufelli, i Cocco e i Ricciardi, che furono proprietarie dei relativi palazzi gentilizi.
Il Settecento iniziò invece con nefasti avvenimenti poiché il paese nel 1706 fu gravemente danneggiato dal terremoto della Maiella, che ebbe l'epicentro proprio a Campo di Giove, nella faglia della montagna sopra il borgo. Nonostante la forza catastrofica della scossa, il paese resistette anche se però gran parte degli edifici furono danneggiati: castello medievale compromesso, chiese distrutte, case abbattute.
Campo di Giove però si risollevò, anche se il feudo era politicamente instabile: nel 1715 fu venduto dai Pignatelli a Francesco Maria Spinelli e alla figlia Cecilia che nello stesso anno subito lo girarono a Francesco Recupito, poi con la morte di suo figlio Donato nel 1735 passò alla di lui moglie Maddalena d'Afflitto che poi lo passerà al figlio Pasquale una volta raggiunta la maggiore età; dopo la morte di Pasquale Recupito, avvenuta nel 1766, successe il figlio Salvatore, cui seguì fino al 1799 la moglie Saveria Recupito.

### Ottocento
Dopo l'eversione della feudalità nel 1806, durante il seguente periodo pre-unitario a Campo di Giove non si ebbero moti carbonari o pro Italia; tuttavia i problemi si crearono dopo l'Unità d'Italia, nel 1861, quando per gli sconvolgimenti politici il paese fu abbandonato a se stesso. Si sviluppò quindi il fenomeno del brigantaggio e il 14 agosto 1862 giunse in paese la banda di Francescantonio Cappucci, che assaltò il Palazzo Ricciardi. Per tutta la Maiella il brigantaggio dilagò e nella zona operò anche la banda di Fabiano Marcucci, detto Primiano, noto brigante campogiovese. Ben presto l'esercito piemontese represse nel sangue il brigantaggio, costruendo un fortino sul massiccio della montagna, noto come Blockhaus.
Verso la fine dell'Ottocento, nel 1897, venne realizzata la ferrovia Sulmona-Isernia, che attraversa vari comuni della Maiella, tra cui Campo di Giove, in corrispondenza dell'omonima stazione: tale realizzazione fu molto importante, in quanto significava sinonimo di progresso per l'economia locale e poneva fine all'isolamento montano.

### Novecento

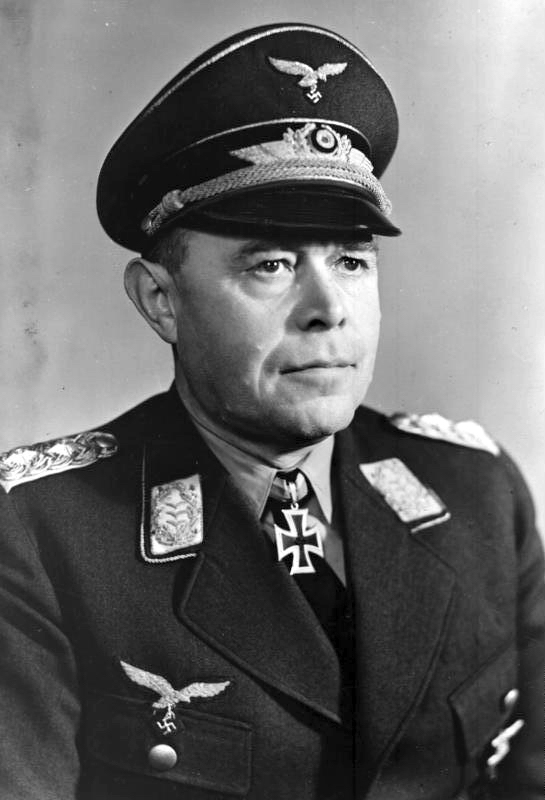
Il generale Albert Kesselring, che durante la seconda guerra mondiale condusse l'esercito nazista a Campo di Giove, generando episodi di soprusi e violenze

Nel 1933 Campo di Giove subì alcuni danni a causa di un nuovo terremoto della Maiella, di magnitudo inferiore a quello del 1706, ma pur sempre lesivo per i borghi montani circostanti.
Quando in paese entrò il fascismo si registrarono alcuni episodi di soprusi e violenze, ma peggiore fu la repressione nazista delle rivolte, durante la seconda guerra mondiale, quando nel 1943 ci fu la ritirata dell'esercito lungo la linea Gustav: Campo di Giove, per la sua posizione strategica, divenne un quartier generale tedesco, comandato da Albert Kesselring, e quindi non distrutto, come i nazisti facevano con i borghi circostanti, adottando la tattica della "terra bruciata".
In particolare, il 18 ottobre, presso il guado di Coccia, si verificò uno degli episodi più degni di memoria: il militare e partigiano Ettore De Corti fu trucidato da una pattuglia di militari tedeschi mentre era intento a coprire la fuga dei propri compagni, azione che gli valse il conferimento, al termine dello scontro, della medaglia d'oro al valor militare e di una lapide commemorativa. Inoltre sempre negli stessi giorni Campo di Giove venne attraversato dallo scrittore sudafricano Uys Krige, evaso dal campo di internamento di Sulmona, che racconterà nelle sue opere l'esperienza vissuta. L'11 novembre gli abitanti furono evacuati per consentire lo svolgimento delle operazioni militari che durarono fino agli inizi del 1944, quando il fronte si spostò a Cassino; dopo la fine della battaglia, nel mese di giugno, il paese fu abbandonato dai tedeschi e la popolazione locale poté rientrarvi ed esporre sul guado di Coccia la bandiera bianca, in segno di resa.
Con il secondo dopoguerra ci fu una lenta ripresa, anche se il fenomeno dello spopolamento delle aree interne cominciò ad interessare fortemente il paese: per far fronte al problema, Campo di Giove decise di sfruttare i punti di forza della montagna, così come stava accadendo nei vicini comuni di Pescocostanzo e Roccaraso, costruendo nel 1968 degli impianti di risalita sciistici presso la località di Le Piane, incentrando l'economia prevalentemente sul turismo montano invernale. Nel 1991 venne attivata a Campo di Giove una seconda stazione ferroviaria, migliorando così i collegamenti per servire gli impianti di risalita sciistici.

### Simboli
Lo stemma e il gonfalone in uso sono stati concessi con il DPR del 4 maggio 1998, emesso dal presidente della Repubblica Italiana Oscar Luigi Scalfaro.
Stemma
Gonfalone

## Monumenti e luoghi d'interesse

### Architetture religiose

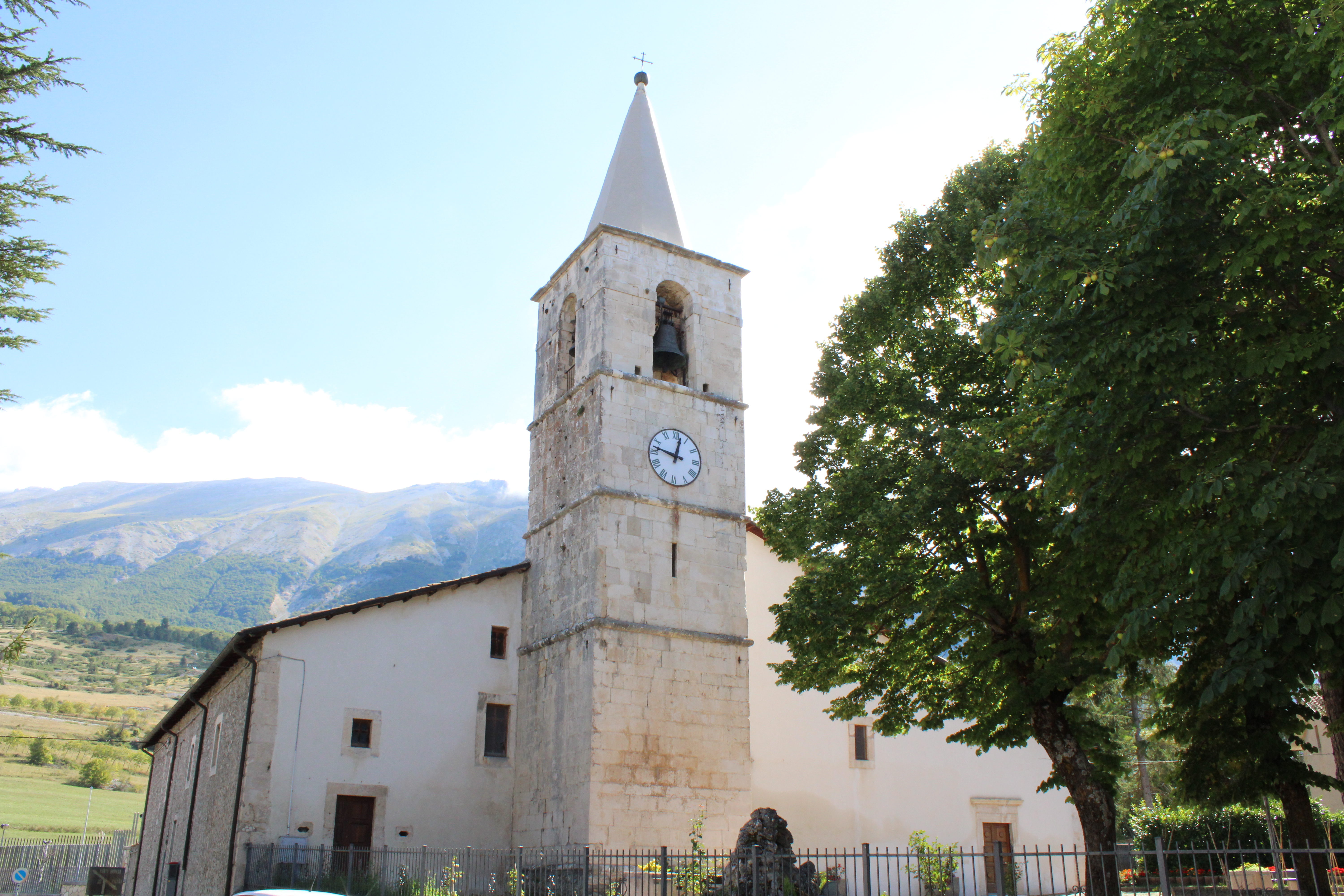
Chiesa di Sant'Eustachio
Si tratta della prima chiesa del paese, nonché di quella principale (madre), poiché vi è custodita la statua di sant'Eustachio, patrono di Campo di Giove. Sebbene costruita nel XII secolo sopra i resti del tempio romano di Giove, l'edificazione vera e propria della chiesa risale al 1572; l'edificio inoltre fu modificato a più riprese. La facciata, in stile lombardo e in pietra della Maiella, presenta al centro un portale sormontato da un timpano spezzato; decentrato ed antistante rispetto ad essa, spicca il campanile a pianta quadrata con marcapiani a cornice convessa, fenditura, orologio civico e cuspide piramidale. La chiesa all'interno è a tre navate, con pianta a croce latina, pilastri in pietra ed archi a tutto sesto e contiene diverse opere pittoriche e scultoree, tra cui un coro ligneo seicentesco.

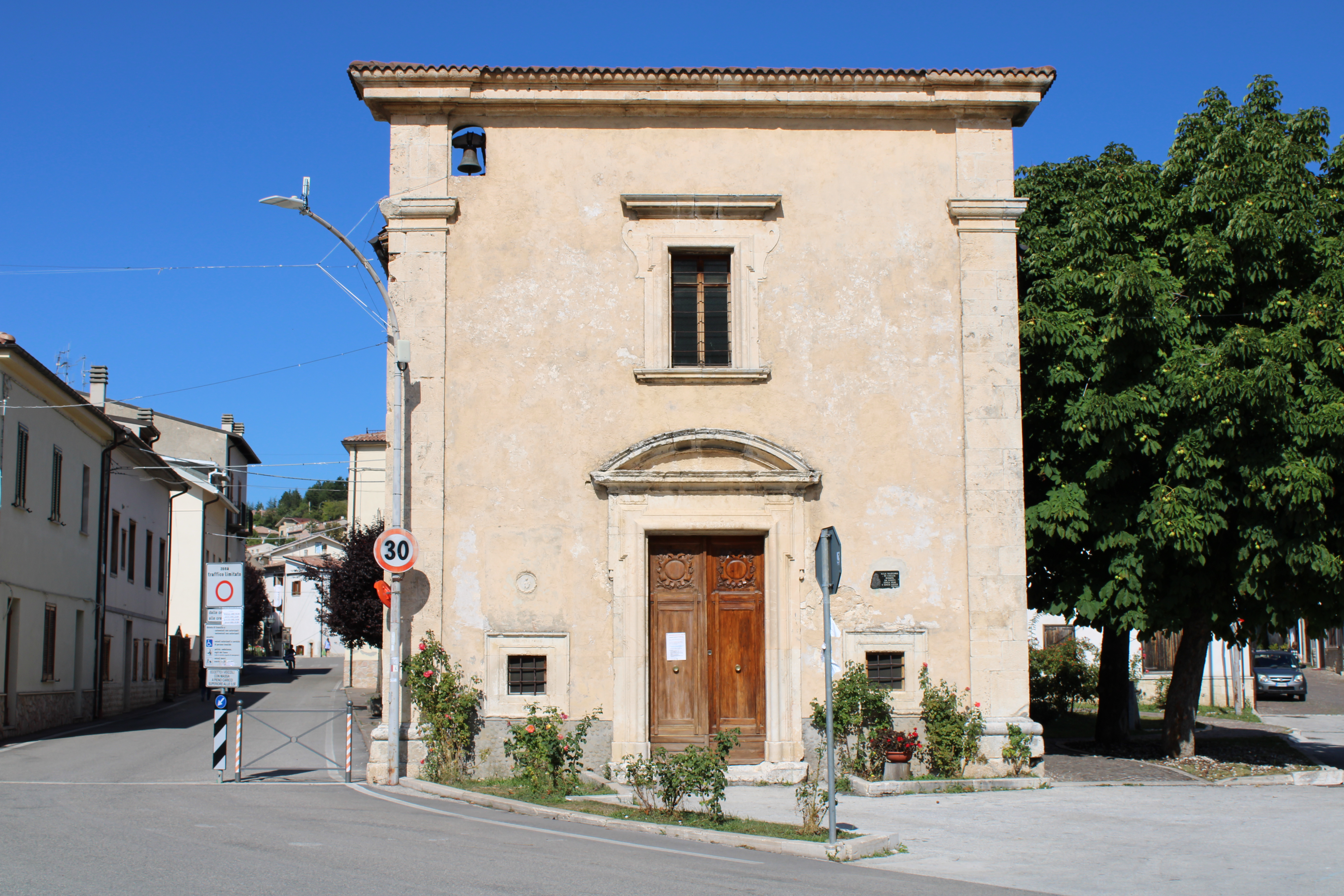
Chiesa di San Rocco
Seconda chiesa del paese, fu fondata nel XVI secolo, dopo la pestilenza del 1476-1479 che colpì Campo di Giove, quando iniziò a diffondersi in Abruzzo il culto di san Rocco, protettore del morbo. Modificata a più riprese (1706, 1915 e 1929), presenta una facciata a coronamento orizzontale con in mezzo un portale con stipiti medievali e timpano semicircolare, sormontato da una finestra rettangolare, anch'essa a coronamento orizzontale, ed inserito tra due aperture quadrangolari poste in basso. Il suo campanile è costituito da una semplice finestrella, situata in alto a sinistra nella facciata, con dentro la campana. L'interno è semplice ed a navata unica, con una statua lignea del santo del 1529, collocata presso l'altare centrale.
Chiesa di San Matteo
Situata lungo la via omonima, nel moderno centro, è una cappella campestre del XVIII secolo; presenta nella facciata principale un portale con tre aperture ai lati, tutti realizzati in pietra della Maiella e con grata e restaurati nel 1957, il tutto sormontato da un coronamento orizzontale di stile romanico, con sopra centralmente una croce trifogliata affiancata a sinistra da un campanile a vela, quest'ultima fino al 1930 parte del monumento trecentesco in pietra posto nel sagrato della chiesa di Sant'Eustachio. L'interno, molto semplice, è a navata unica.
Chiesa di San Francesco
Detta anche Oasi di San Francesco, più ampiamente è un luogo di ritiro spirituale; è situata in località Morrone e, a differenza delle altre chiese del paese, presenta le campane all'esterno del campanile e le pareti in muratura color ruggine. L'intero edificio è stato inaugurato nel 1978 e ultimato ed officiato al culto di san Francesco d'Assisi nel 1990. Ospita al suo interno un museo etnografico e una biblioteca ecclesiastica fondata sempre nel 1978.
Chiesa di San Paolo
La chiesa di San Paolo è stata sconsacrata negli anni cinquanta e si trova nella parte antica del paese, nei pressi del Palazzo del Castello; sebbene la sua presenza risulti documentata già dal 1183, viene fatta risalire al XIV secolo, anche se è stata modificata dopo il sisma del 1706. Il suo stile molto grezzo la fa quasi confondere con le case del borgo antico. Contiene al suo interno un piccolo altare.

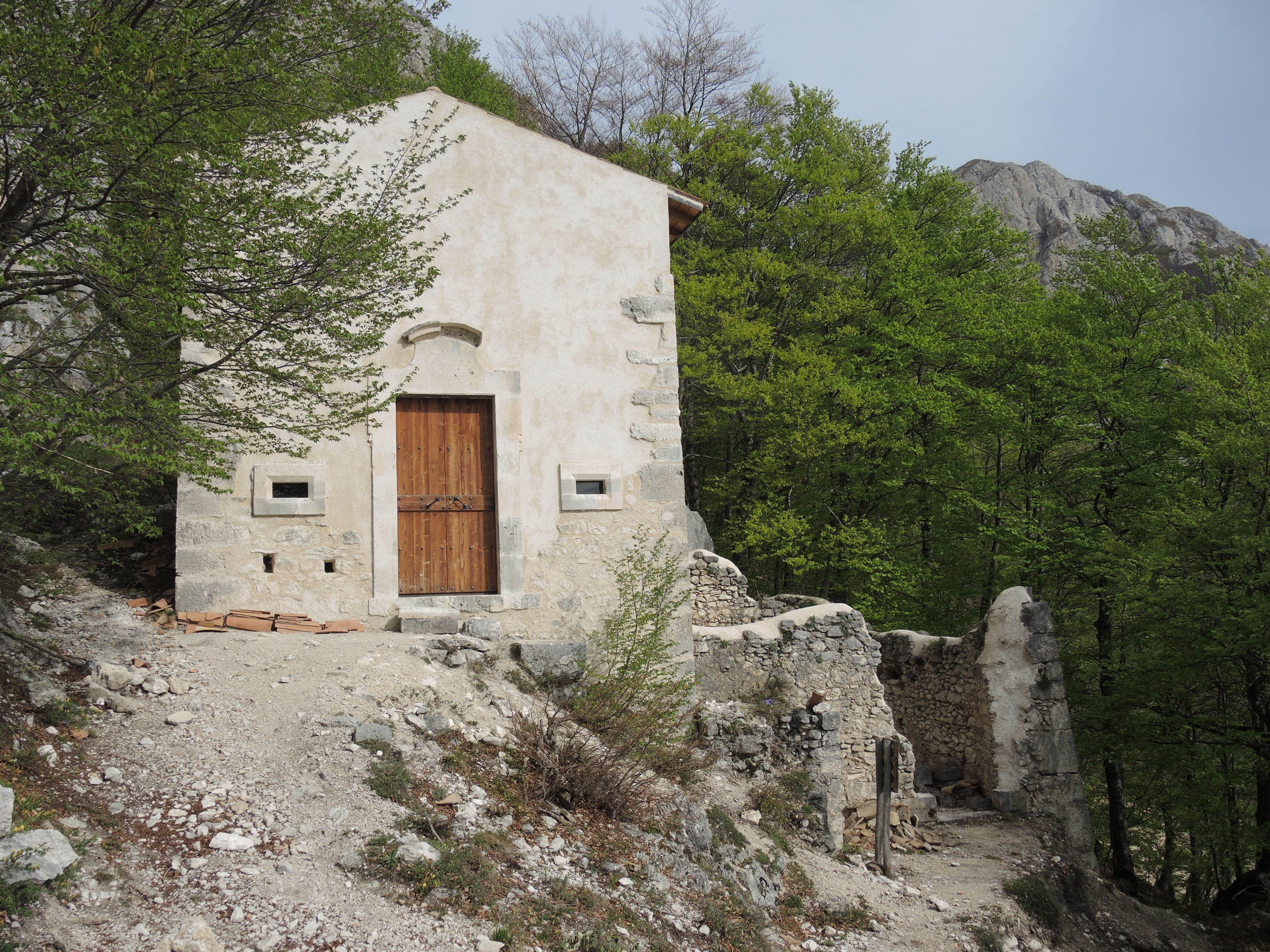
Eremo della Madonna di Coccia
L'eremo risale al XIII secolo e si trova presso il guado di Coccia, lungo un sentiero che conduce all'eremo di San Nicola di Coccia, verso Palena; è stato restaurato nel 1748 e nel 2009 e si compone di due ambienti, una chiesa, parzialmente integra, e un settore abitativo, posto più in basso e ridotto allo stato di rudere; il fabbricato principale, quello di culto, presenta all'esterno, nella facciata, un portale settecentesco con sopra una scritta in latino ed ai lati due piccole aperture rettangolari, mentre all'interno un bassorilievo della Madonna col Bambino.
Convento di Sant'Antonino
Situato poco fuori dal centro abitato, nei pressi della contrada Sant'Antonino e di una fonte della Maiella, a 1500 m s.l.m., era un edificio religioso di modeste dimensioni; venne costruito tra il 1264 ed il 1274, dopo che papa Urbano IV ne approvò la richiesta di edificazione redatta da Pietro da Morrone. Tra le sue funzioni, oltre quelle religiose, vi era quella di comunicare con la vallata sottostante tramite segnali luminosi emessi da specchi. Del convento rimangono soltanto i resti delle mura della grangia.

### Architetture civili

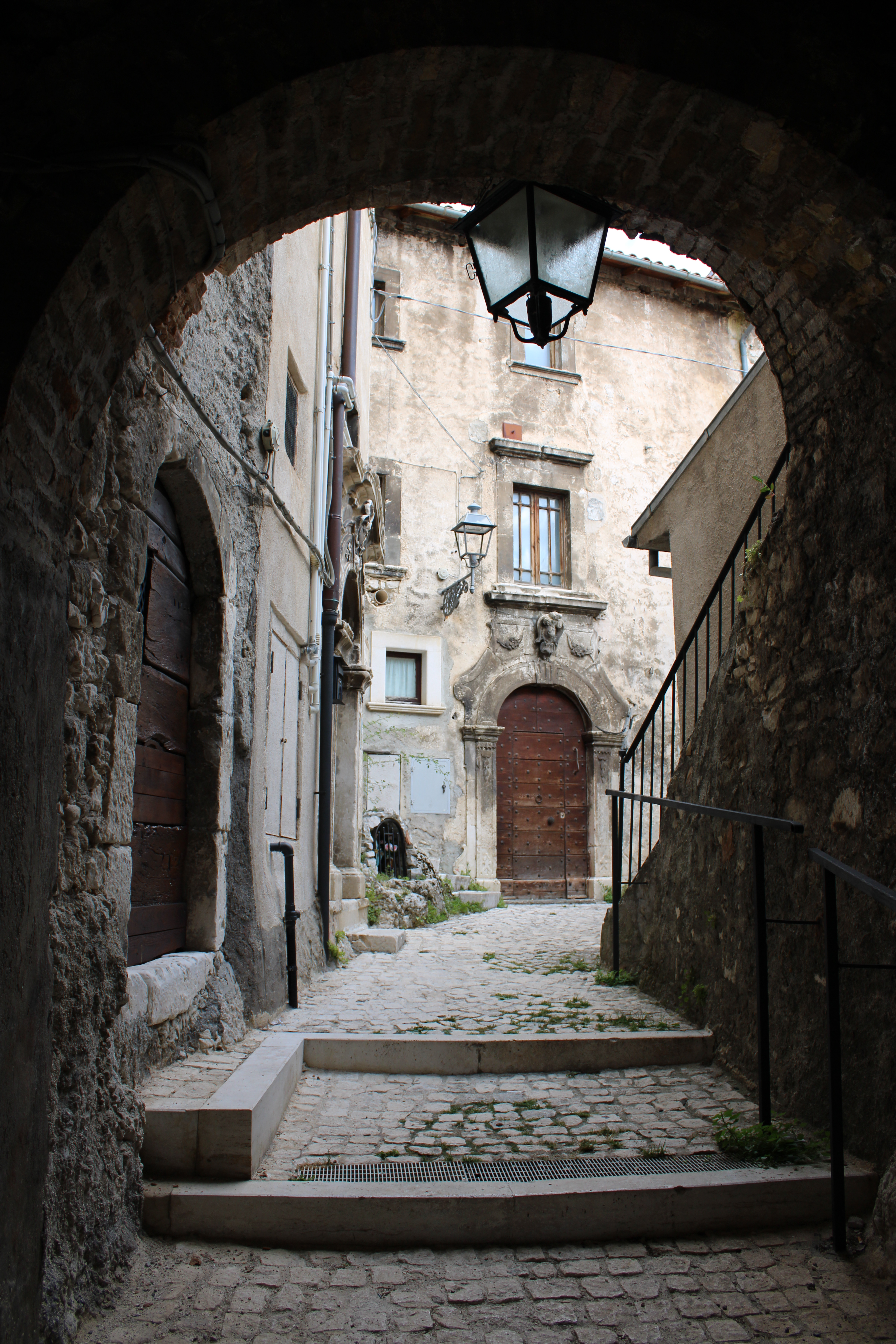
Palazzo del Castello
Si trova in via Largo Castello, costruito nel XVI secolo sopra l'antico castello, del quale rimane soltanto un andito adibito a stalla e magazzino; presenta due accessi costituiti da due portali in pietra con arco a tutto sesto, entrambi sovrastati da uno stemma e da una finestra: nel portone principale vi è scolpito lo stemma dei Nanni, mentre nell'altro quello dei Ciufelli. Fu abitato principalmente in età medievale dalle famiglie Cantelmo e Caldora e in età moderna, nell'ordine, dalle famiglie Ciufelli, Nanni e Duval.
Palazzo Ricciardi
Situato in piazza Regina Margherita, risale al XVIII secolo e fu costruito dalla famiglia Ricciardi, stabilitavisi dall'allora capitale Napoli. Il palazzo, dal 1974 sede del municipio del paese, è a pianta quadrata, con la facciata principale costruita in pietra e suddivisa in tre livelli: sul primo vi è una serie di finestre di forma quadrata, nel cui centro è posto il portale in pietra a tutto sesto; nel secondo una serie di finestre rettangolari a coronamento orizzontale, con quella centrale arricchita da un'imponente balconata sostenuta da mensole; e sul terzo vi è il piano di mezzo, in cui si succedono delle piccole aperture ellittiche; sul tetto vi è infine una torre colombaia centrale a pianta quadrata che domina sull'intero edificio e sulla piazza sottostante.

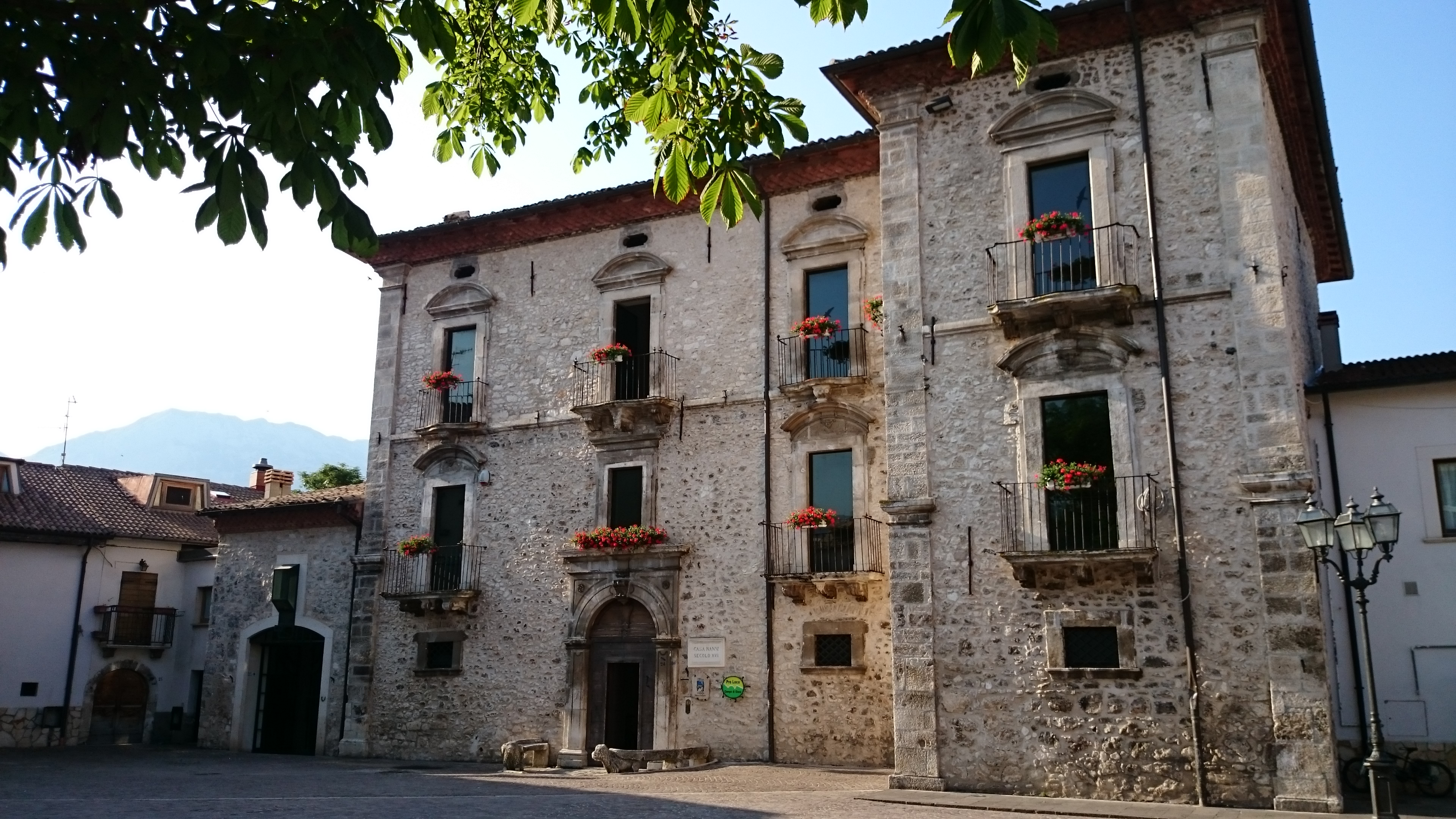
Palazzo Nanni
Palazzo seicentesco su piazza Alberto Duval che trae il nome dalla famiglia Nanni che l'abitò, ha la facciata principale articolata in tre livelli con un portale in pietra a tutto sesto, a coronamento rettilineo preceduto da un doppio sedile, alle cui estremità sono poste le statue di due leoni, in passato collocati nella chiesa di Sant'Eustachio; in particolare, il secondo e il terzo livello sono scanditi da finestre barocche con timpano semicircolare. Restaurato nel Novecento, presenta all'interno una sala conferenze, una biblioteca storica, una sala per l'accoglienza turistica e un centro informazioni del parco nazionale della Maiella. Nella parte posteriore del palazzo vi è un ampio cortile, utilizzato occasionalmente per il mercato, con una piccola arena, utilizzata in estate per svolgere spettacoli musicali.
Palazzo delle Logge
Situato sul lato sinistro di Palazzo Nanni, sempre su piazza Alberto Duval, risale al XVI secolo e fu abitato dalla famiglia Ciufelli; caratteristica di tale edificio sono le loggette situate all'ultimo piano (l'intera struttura si sviluppa su tre livelli), che conferiscono il nome allo stabile e risultano essere l'ultimo baluardo del suo aspetto originario, completamente deturpato.

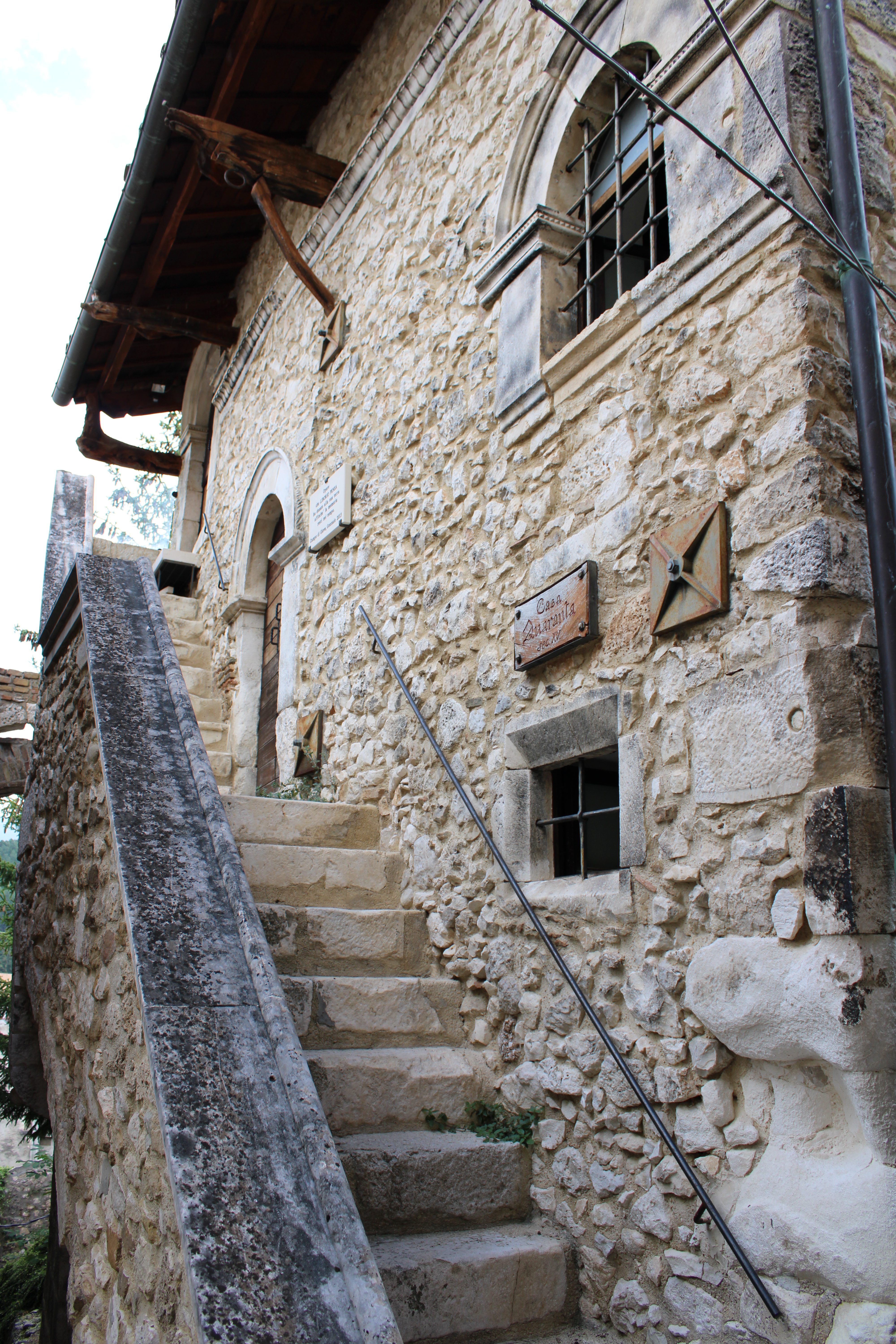
Casa Quaranta
Tipica casa rurale abruzzese del XV secolo, si trova nella parte antica del borgo e trae la propria denominazione dalla famiglia Quaranta che la possedette. L'edificio si articola su tre livelli, presentando l'elemento architettonico del "vignale", ossia un piancato con scalinata e balaustra in pietra che conduce al primo piano, dove si trova l'ingresso principale, e al secondo piano. Sulla stessa facciata vi sono due finestre con grata, di cui una di piccole dimensioni posta al di sopra del piano terra, adibito a magazzino, e l'altra più grande e con arco a tutto sesto situata tra il primo e il secondo piano; altro elemento caratteristico è il tetto sporgente fatto inferiormente di mensoloni in legno sorretti da pilastri, che assieme alla scalinata contribuisce a riparare l'edificio dai rigidi rigori invernali. Presenta infine tratti gotici e di epoca anteriore a quella rinascimentale, risultato di un primo rifacimento apportato al fabbricato nel 1505, volto a restituirne l'aspetto originario danneggiato dall'incendio arrecato dai soldati di Braccio da Montone durante l'assedio del 1421. L'esterno, così come l'interno, sono stati parzialmente restaurati rispettivamente nel 1997 e nel 2009; a partire da quest'ultimo anno l'edificio ospita al suo interno un centro polifunzionale insieme alla biblioteca abruzzese e al museo delle tradizioni locali, comprendente le opere scultoree del noto scultore locale Liborio Pensa e cimeli d'uso agricolo e domestico.
Casone Belprato
Edificio storico di origine contadina, realizzato con pietre della Maiella, è situato nella parte antica del paese, nei pressi di porta Belprato, e trae il nome dall'omonima famiglia che l'abitò; presenta elementi architettonici risalenti al XV e al XVI secolo, tra cui un caratteristico mascherone in pietra.
Rifugio Guado di Coccia
Punto di arrivo della seggiovia che sale dalla località di Le Piane fino all'altezza di 1674 m s.l.m., è posto sopra l'omonimo guado, da cui il nome, ed è stato costruito nel 1968 in pietra bianca e con tetto a due falde continue, rendendolo resistente alle rigide intemperie invernali d'alta quota.

### Altro

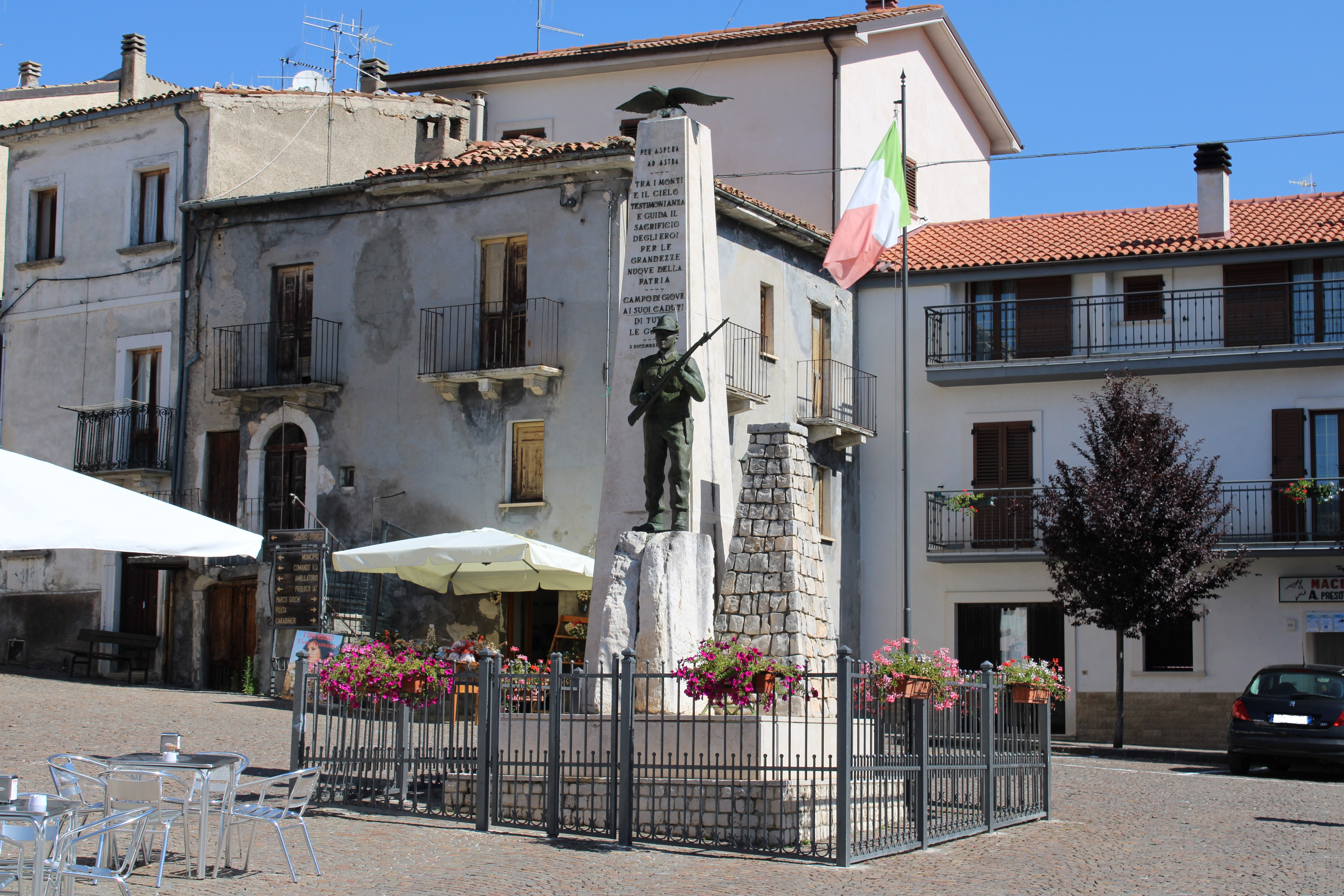
Il monumento ai caduti sito in piazza Eroi

Il comune conta sette piazze. La piazza principale, piazza Alberto Duval, intitolata all'omonimo noto personaggio locale, podestà e cavaliere dell'Ordine Mauriziano, rappresenta il cuore del centro abitato e comprende la fontana pubblica, installata nel 1890, e un edificio fino al 1974 adibito ad ex sede del municipio; su di essa si affacciano il Palazzo Nanni e il Palazzo delle Logge, con quest'ultimo che le ha conferito il nome originario di piazza delle Logge in uso dal XVI secolo; inoltre ebbe il nome di piazza Umberto I dal XIX secolo fino agli anni quaranta. Adiacente ad essa, si trova piazza Eroi, dove è posto il monumento ai caduti, inaugurato nel 1967. A ovest di queste due piazze, popolarmente considerate una sola con il nome unico di piazza Alberto Duval per via della loro collocazione, si trova piazza Silvio Spaventa, dove vi è l'edificio scolastico, mentre a est vi è piazza Germano Del Mastro, intitolata al noto omonimo personaggio locale, militare e medaglia d'oro al valor militare nella guerra di Spagna, che vede la presenza della chiesa di San Rocco (ragion per cui la piazza è anche detta piazza San Rocco) e di un parcheggio auto di modeste dimensioni. A ridosso della parte antica del borgo è ubicata piazza Regina Margherita, in cui vi è il Palazzo Ricciardi, nuova sede del municipio, con il parcheggio auto antistante. In piena parte antica vi è piazza Castello, la più antecedente ed unica presente in età medievale, sulla quale si affacciano la chiesa di San Paolo e il Palazzo del Castello, che le conferisce la denominazione; dal 2023 ha assunto il nome alternativo di piazza Maria Di Marzio, dall'omonima concittadina distintasi in paese durante la resistenza. L'ultima è una piazza minore chiamata piazza L'Aquila e situata nella parte più interna del paese, circondata da via Pescara ed immersa nella vegetazione, priva di qualsiasi elemento architettonico-urbanistico. Il comune annovera più di una ventina di fontanelle e dieci fonti.

### Aree naturali

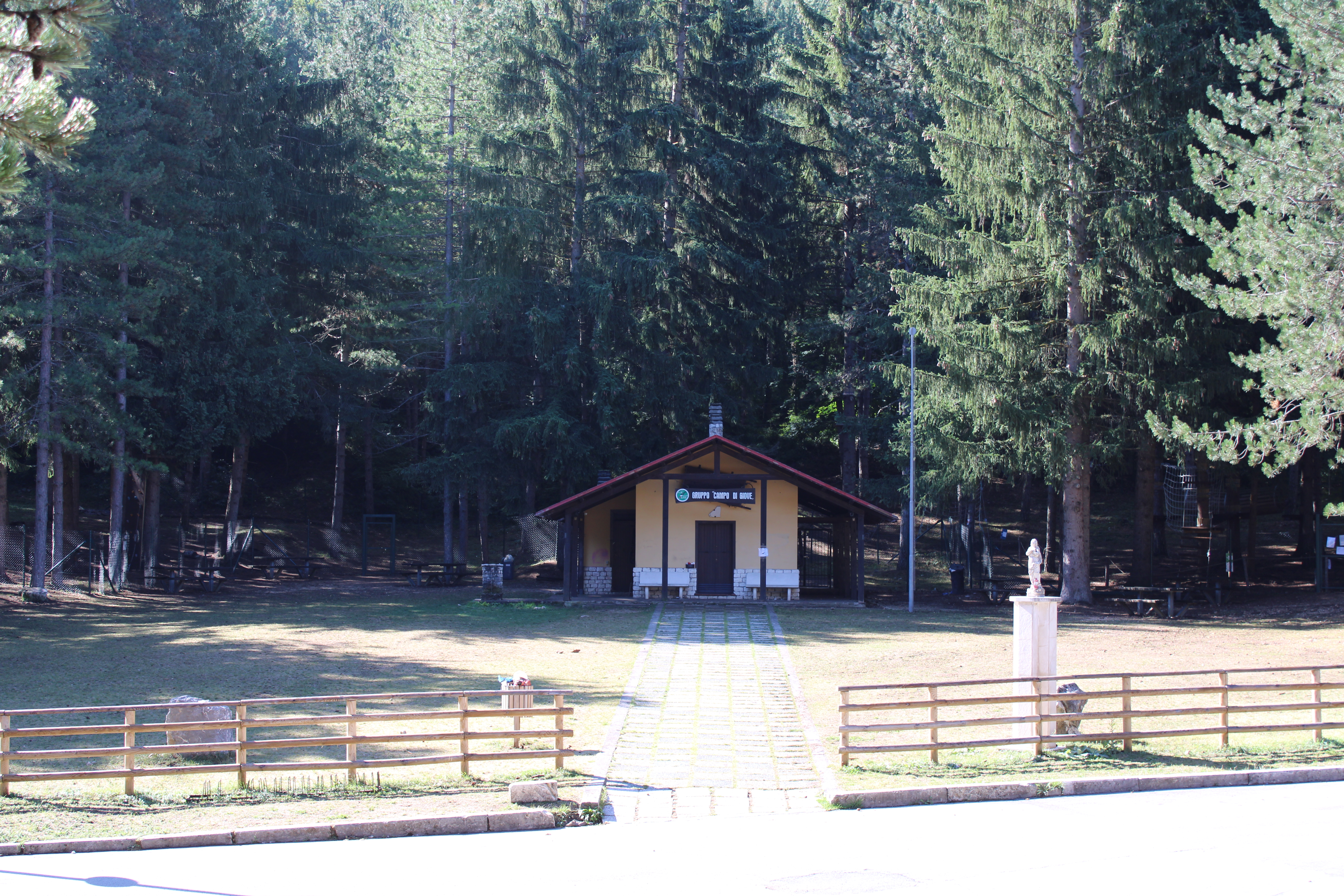
Parco e baita degli alpini

Parco degli alpini
Uno dei luoghi verdi del paese, accessibile oltrepassando un ponte ferroviario, è il parco degli alpini, contornato da alberi di pini e betulle. Deve la propria denominazione alla presenza di una baita di montagna con piazzale verde antistante, inaugurata dall'ANA nel 1989, nella quale sono conservati cimeli risalenti all'epoca della prima e della seconda guerra mondiale. Dal 1967 fino a tale anno la baita degli alpini era invece adibita a cabina di comando da cui si dipartiva uno skilift che saliva sul colle Carpineto per la pratica dello sci di fondo e del salto con gli sci col trampolino. Nella parte retrostante dell'area è posto un parco avventura.
Area naturale del lago Ticino (o Tescino)

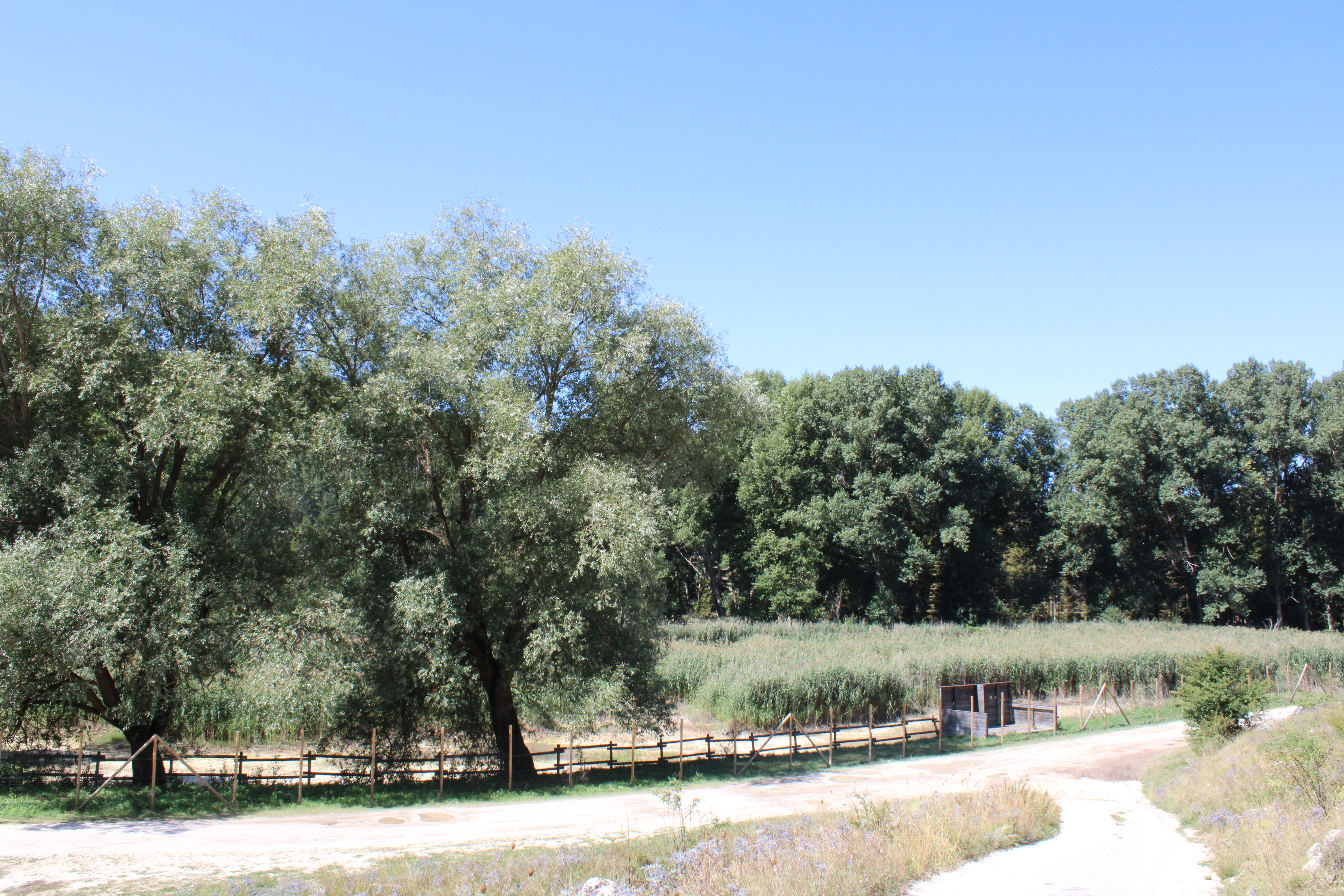
Lago Ticino (o Tescino)

Posta a 1,5 km fuori dal centro abitato è l'area naturale del lago Ticino (o Tescino), un laghetto di origine carsica, ridottosi allo stato di stagno, che assieme al lago Battista dei monti Pizzi costituisce all'interno del parco nazionale della Maiella un vero e proprio ambiente unico, che annovera la presenza nella flora di carici acuti, centocchi acquatici, gramignoni minori, lenticchie d'acqua spatolate, ofioglossi, ontani neri, pioppi, ranuncoli a foglie capillari, salici bianchi, salici cenerini e tife, e nella fauna di aironi, anatre, cicogne e limicoli, tutte specie di uccelli migratori che vi si stabilizzano in determinati periodi dell'anno, oltre a raganelle, rospi e tritoni crestati, italici e punteggiati, rappresentativi degli anfibi.
Parco nazionale della Maiella
Nel territorio, incluso nel parco nazionale della Maiella, si accede a diverse riserve naturali, come il bosco di Sant'Antonio, al confine con Pescocostanzo, alla contrada Sant'Antonino, dove vi sono i resti dell'omonimo convento, al guado di Coccia, dove vi è l'eremo della Madonna di Coccia, oppure ci si avvia verso Pacentro lungo il passo San Leonardo e la selva di Fonte Romana. Il dislivello di Campo di Giove, che spazia dai 700 m s.l.m. di Fonte della Valle ai 2403 m s.l.m. della Tavola Rotonda, ne fa il paese più in quota del parco.

## Società

### Evoluzione demografica
Abitanti censiti

### Etnie e minoranze straniere
I dati dell'Istituto nazionale di statistica rilevano al 31 dicembre 2023 una popolazione straniera residente di 30 persone, pari al 4% della popolazione residente a Campo di Giove.

### Lingue e dialetti

I dialetti abruzzesi nel sistema dei dialetti meridionali intermedi

Il dialetto campogiovese è incluso nel sistema dei dialetti meridionali intermedi. Per via della collocazione del paese al confine tra le province dell'Aquila e di Chieti, il dialetto locale ricade nell'area linguistica dell'abruzzese occidentale e confina con quella dell'abruzzese orientale adriatico. I collegamenti ferroviari con Napoli durante il XX secolo hanno influenzato l'idioma locale con il napoletano, che ha portato – tra gli altri – all'abbandono dell'utilizzo degli articoli grammaticali.

### Tradizioni e folclore
Il culto del patrono sant'Eustachio risale al XII secolo, mentre quello del compatrono san Matteo al XVIII secolo. Come da tradizione, il 20 settembre la statua del patrono viene portata in processione nelle principali strade cittadine fino ad arrivare alla chiesa di Sant'Eustachio, dove si svolge la messa, mentre la sera del giorno successivo si svolge il ballo della pupa, consistente in un fantoccio realizzato con un intreccio di canne, legno leggero, cartapesta, fogli colorati e di giornale, recante sul capo una girandola e un set di fuochi pirotecnici che si accendono progressivamente e che viene animato da una persona che si nasconde al suo interno e che danza al suono di un organetto o di una fisarmonica; quella della pupa è un'antica tradizione di origine contadina connessa ai riti di fertilità e produttività della terra e inizialmente non prevedeva l'uso dei fuochi artificiali ma l'incendio del pupazzo vuoto a fine danza, le cui ceneri venivano poi sparse nei terreni allo scopo di propiziare un abbondante raccolto per l'anno a venire.
Tradizionali costumi popolari tipici comprendono per l'uomo calzoni corti e giacca e per la donna gonnella, busto e fazzoletto bianco per coprire il capo, i quali vengono indossati in particolari occasioni.

## Cultura

### Istruzione
Biblioteche
Oltre alla biblioteca comunale, operativa dal 1969, il paese dispone di altre tre biblioteche: la prima, storica, posta all'interno di Palazzo Nanni e comprendente in origine circa 4 000 volumi, poi andati perduti; la seconda, ecclesiastica, fondata nel 1978 e presente nella chiesa di San Francesco; e la terza, attiva dal 2009, situata nel centro polifunzionale di Casa Quaranta e comprendente testi abruzzesi.
Scuole
Il paese possiede una scuola dell'infanzia e una scuola primaria, entrambe statali.
Musei
Campo di Giove possiede tre musei: il museo civico che si trova all'interno di Palazzo Nanni, il museo delle tradizioni locali sito in Casa Quaranta, quest'ultimo che conserva – tra le altre – le opere scultoree del noto scultore locale Liborio Pensa, e il museo etnografico posto nella chiesa di San Francesco.

### Cinema
All'interno del territorio comunale di Campo di Giove, lungo il tracciato della ferrovia Sulmona-Isernia, sono state girate alcune brevi sequenze del film Black Butterfly, diretto nel 2017 dal regista Brian Goodman e con l'attore Antonio Banderas tra i protagonisti.

### Musica
Campo di Giove possiede un proprio complesso bandistico, formatosi negli anni venti e con più di novant'anni di esperienza, attivo durante particolari ricorrenze, il quale risulta gemellato con quello di Palena.

### Cucina

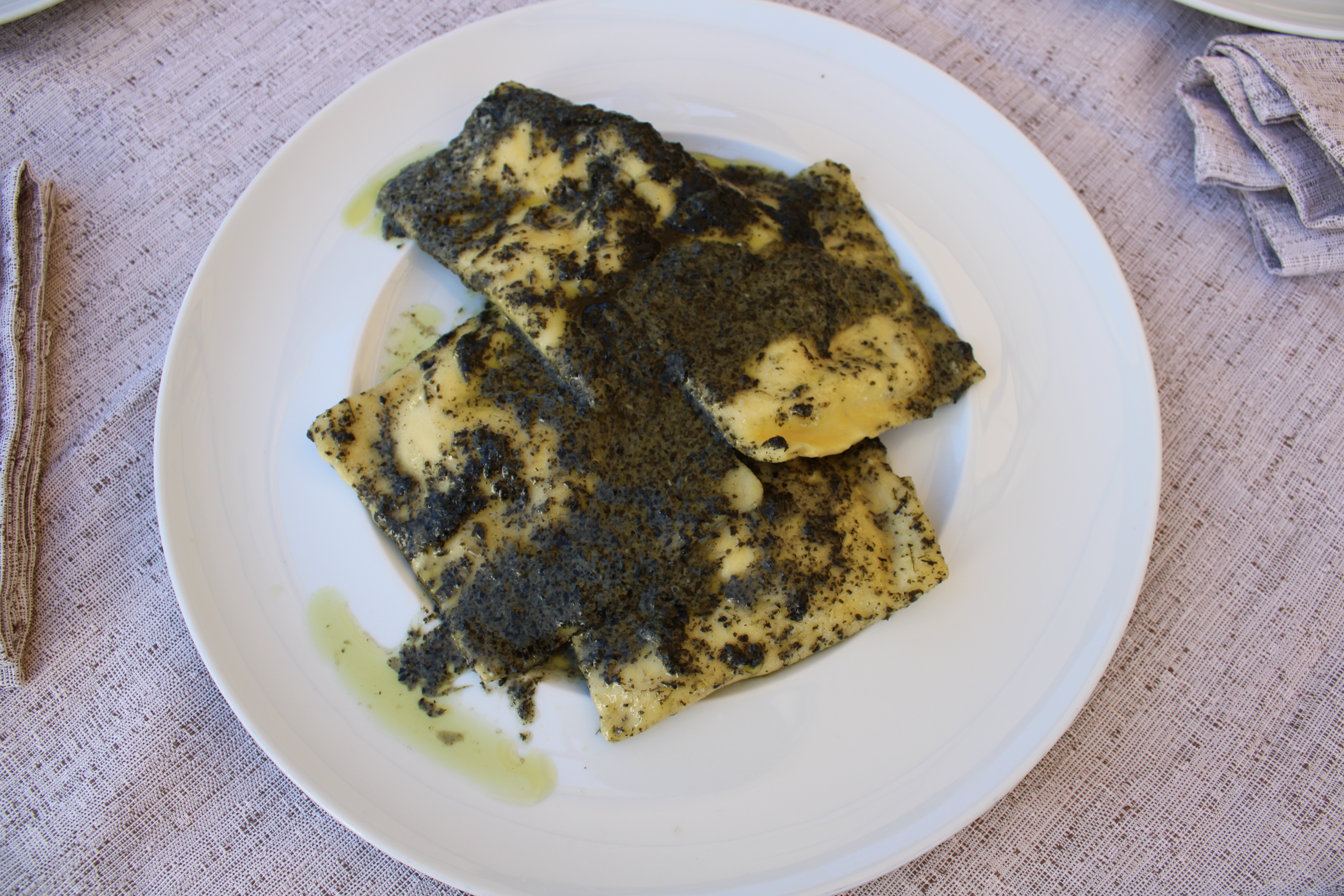
I ravioli alle ortiche della Maiella, uno dei piatti tipici della cucina campogiovese

La cucina campogiovese è quella tipica montana abruzzese e fa largo uso di prodotti dell'allevamento. Una delle specialità legate alla pastorizia è il pappone, ossia un piatto a base di pane raffermo, olio, sale, patate, verdure e pancetta che gli antichi pastori consumavano mentre osservavano gli animali al pascolo. Eredità della passata tradizione agricola sono le zuppe tradizionali a base di legumi e la polenta con le cosce servita col sugo di carne. Per quanto riguarda i primi, troviamo le sagne scarciate, realizzate strappando a mano direttamente la sfoglia e condendo con vari tipi di sughi, e la pasta alle ortiche della Maiella o agli orapi, cucinati utilizzando la pasta lunga fresca, i ravioli con la ricotta o gli gnocchetti di patate; numerosi anche i secondi: si ritrovano il pane cotto, le pallotte cacio e ova, la pizza gialla o con la ricotta e le patate al coppo, oltre alla salsiccia di fegato e alla salsiccia pazza, quest'ultima preparata con gli avanzi della lavorazione del maiale. Tra i dolci, vi sono le ferratelle, realizzate con stampi in metallo dal disegno a rombi in rilievo e gustate in vario modo, e il pizzillato, ovvero una torta speziata che viene donata alle donne al settimo mese di gravidanza in segno di augurio per il nascituro. Durante le festività pasquali sono infine molto diffusi il fiadone, fatto con farina, spezie, uova, vino bianco e ripieno di formaggi stagionati, e consumato caldo, e la pupa e il cavallo, due dolci preparati in casa con ingredienti semplici e con un uovo incastonato al loro interno e come da tradizione regalati a parenti e amici, e il sanguinaccio, quest'ultimo prodotto invece nel periodo di Carnevale.

## Geografia antropica

### Urbanistica

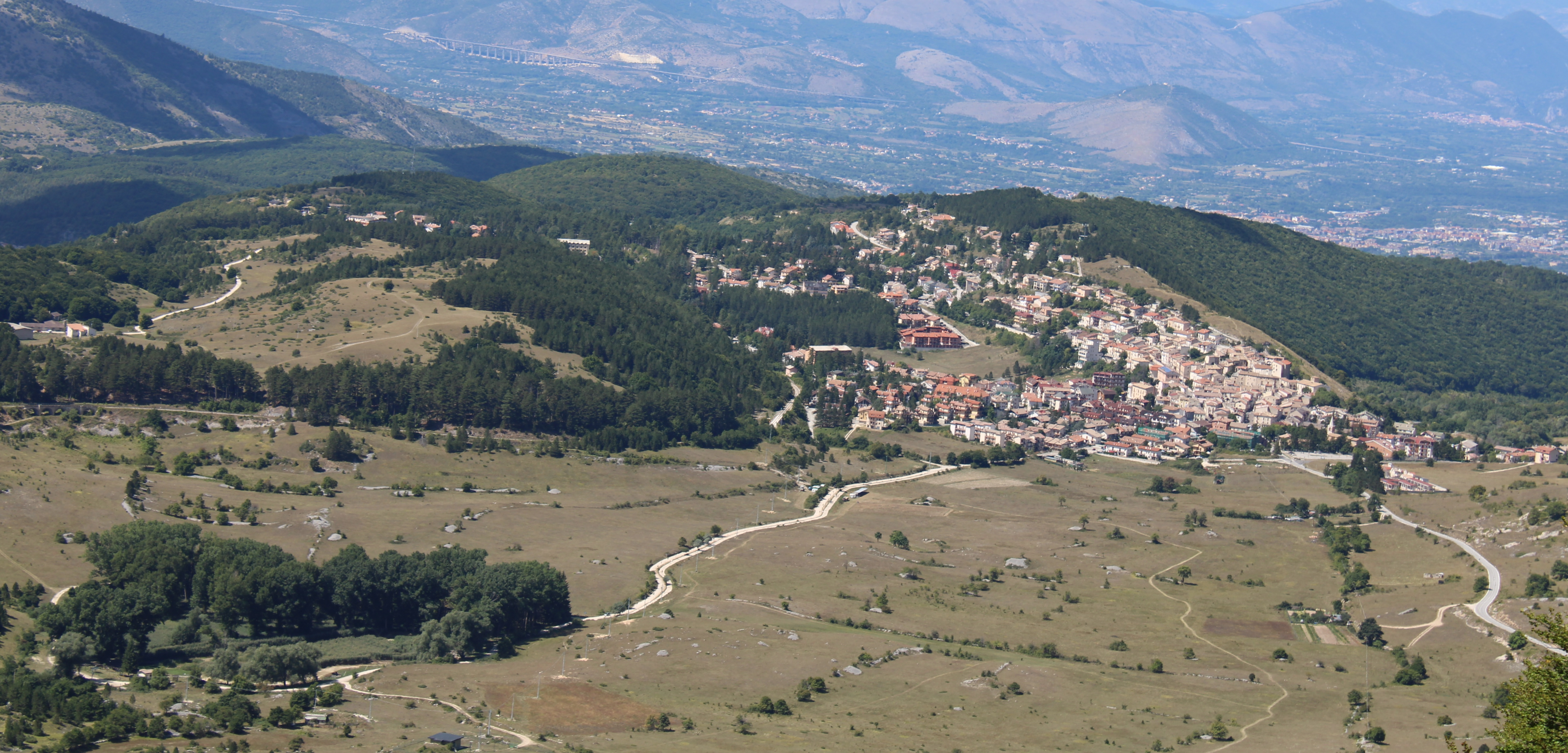
Veduta aerea di Campo di Giove nel suo assetto urbanistico contemporaneo

Il centro antico del paese si è consolidato in età medievale, racchiuso tra mura perimetrali dotate di porte urbiche e comprendente, oltre alle abitazioni civiche, il castello, la sconsacrata chiesa di San Paolo e tre edifici religiosi fuori porta (chiesa di Sant'Eustachio, eremo della Madonna di Coccia e convento di Sant'Antonino, quest'ultimo non più presente). Nel periodo di tempo compreso tra il XV e il XVII secolo il borgo subì una prima trasformazione: furono infatti realizzati internamente la Casa Quaranta e il Casone Belprato, mentre esternamente la chiesa di San Rocco e il Palazzo delle Logge, cui venne edificato nelle sue più immediate vicinanze anche il Palazzo Nanni, in un punto in cui all'epoca vi erano alcune abitazioni minori. Nel 1706 il paese fu epicentro del terremoto della Maiella che danneggiò il castello e le chiese e fece crollare le case, anche se gran parte del borgo riuscì miracolosamente a resistere alla scossa. Con la fase di ricostruzione furono edificati ex-novo la chiesa di San Matteo e il Palazzo Ricciardi, mentre il castello venne riparato e convertito in un palazzo residenziale, conosciuto con il nome di Palazzo del Castello. Nell'Ottocento non vi furono particolari interventi urbici, se non l'importante realizzazione della ferrovia Sulmona-Isernia, promossa dal senatore Giuseppe Andrea Angeloni e avvenuta verso la fine del secolo, nel 1897, che pose fine all'isolamento montano; la costruzione della linea portò quindi alla realizzazione della stazione di Campo di Giove e inoltre alla piantagione di una vasta pineta ad essa antistante atta a ripararla da eventuali valanghe verificabili durante i mesi invernali. Nel 1933 il paese subì ulteriori danneggiamenti a causa di un nuovo terremoto della Maiella, di magnitudo inferiore a quello precedente, ma pur sempre lesivo. Con quest'ultima conseguente fase di riedificazione si ebbe la costruzione di nuovi edifici non più nella parte antica del paese ma lungo le piane e sui colli antistanti. Il paese registrò quindi un'estensione territoriale notevole rispetto al passato e si ebbe in particolare la nascita della località di Le Piane. In quest'ultima località furono costruiti nel 1968 gli impianti di risalita che raggiungono la Tavola Rotonda, risultando i più elevati dell'Abruzzo, e nel 1991 la stazione di Campo di Giove Maiella, tutti interventi che permisero al comune di incentrare la propria economia sul turismo montano. Tra gli ultimi interventi, vi furono l'ultimazione della chiesa di San Francesco e la realizzazione dello stadio comunale. Nel suo aspetto contemporaneo il paese si presenta quindi immerso nel verde di pinete e faggete e distinguibile in una parte antica e in un'altra di più recente edificazione, quest'ultima con la peculiare caratteristica di avere edifici che circondano una profonda depressione del terreno.
Quanto all'architettura, la parte antica del paese è costituita da case a torre addossate le une alle altre, realizzate con pietra della Maiella. Esternamente esse presentano un tetto spiovente, una gronda sporgente e un portone posto ad alcuni metri da terra, raggiungibile tramite una scalinata in pietra, tutti elementi architettonici che consentono di contrastare efficacemente le abbondanti e frequenti nevicate che si verificano durante i mesi invernali. All'interno l'assetto tipico, rimasto immutato sin dall'XI secolo, consta di tre stanze, di cui una adibita a stalla per animali o ricovero per attrezzi da lavoro e le altre a zona giorno e zona notte. La parte moderna del paese invece comprende perlopiù villette indipendenti e a schiera nonché edifici residenziali.

### Località
Le Piane
Dista 3,5 km dal paese e sorge a 1150 m s.l.m.. Ha avuto origine durante il XX secolo e comprende una decina di edifici abitativi, la seconda stazione di Campo di Giove Maiella e gli impianti di risalita sciistici.

## Economia

### Agricoltura

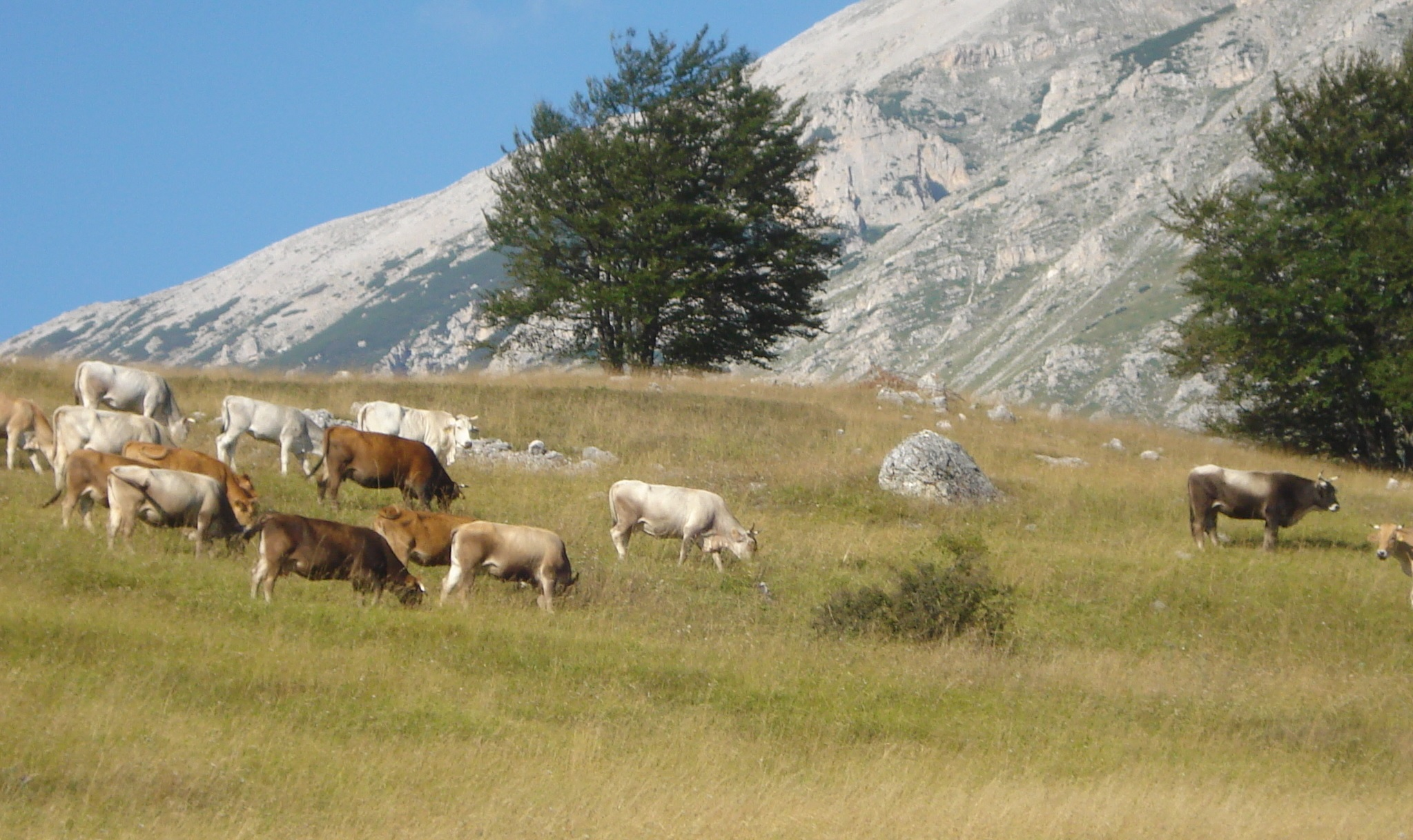
Mucche al pascolo nel territorio di Campo di Giove. L'allevamento bovino insieme a quello ovino viene praticato sin dalle origini

Sin dagli inizi della sua storia Campo di Giove vanta una lunga tradizione nel settore primario. L'agricoltura, che in passato era praticata su gran parte del territorio, col passare dei secoli è progressivamente diminuita, ma prosegue con la coltivazione di alcune varietà autoctone di fagiolo. Tra le primizie ottenute col raccolto vi erano il grano tenero, la patata, l'orzo e la segale coltivati nei terreni più fertili e il mais e il pisello in quelli irrigui, mentre dagli alberi da frutto si ricavavano amarene, ciliegie, noci e prugne. Diverse specie di verdure venivano coltivate durante i mesi estivi. L'allevamento vedeva in passato largo impiego della transumanza, ossia di un periodico spostamento stagionale del bestiame tra territori montuosi e pianeggianti attuato con lo scopo di migliorare la resa della pastorizia. Questo spostamento parallelo dei pastori transumanti fa da tramite tra i due diversi tipi di territori, dando vita a un complesso fenomeno geografico, economico e culturale. Gli spostamenti, non essendo Campo di Giove direttamente collegato al tratturo principale che dalla valle di Pettorano sul Gizio giunge fino all'altopiano delle Cinquemiglia, avvenivano lungo tre vie, la prima costituita dalla mulattiera per Sulmona, la seconda dalla strada che congiunge il piano Cerreto di Cansano con Roccaraso e la terza, la più attraversata, dal sentiero che dal paese passa per il guado di Coccia per poi scendere verso Palena e che consentiva di sostare presso la chiesa-rifugio-stazzo della Madonna di Coccia e l'eremo di San Nicola; tutte e tre le vie permettevano poi di ricollegarsi al tratturo principale per raggiungere infine il Tavoliere delle Puglie e far svernare il bestiame. Quando invece i pastori rimanevano in paese custodivano gli animali in stazzi o in baracconi, nei quali ogni persona svolgeva una determinata mansione nell'ambito della produzione lattiero-casearia e della lana. Lungo la strada per il lago Ticino (o Tescino) è possibile osservare dei cumuli di pietre che costituiscono i resti di quelli che in passato erano dei veri e propri thòlos, ossia delle costruzioni pietrose utilizzate per la fabbricazione del formaggio o per riporre temporaneamente strumenti da lavoro quando gli animali sostavano nei pascoli situati appena fuori dall'abitato. L'esperienza accumulata in questo settore nel corso dei secoli ha portato alla nascita in comuni situati al di fuori del paese di industrie casearie fondate da persone originarie del luogo che in tempi recenti hanno finito per diventare delle vere e proprie aziende affermate a livello regionale. L'allevamento, soprattutto di ovini e bovini, che nel corso del tempo è stato quindi il principale settore trainante dell'economia campogiovese, continua ad essere praticato in paese, sebbene in misura nettamente minore rispetto al passato; tra i maggiori prodotti vi sono la mozzarella, la scamorza, la giuncata e il pecorino abruzzese, nonché vari tipi di salumi. Quanto all'apicoltura, un tempo maggiormente praticata, risulta quasi del tutto estinta.

### Turismo
Campo di Giove è una tradizionale meta del turismo invernale ed estivo, facente parte dell'associazione Borghi autentici d'Italia. Seguendo il tracciato della linea ferroviaria turistica Sulmona-Isernia è possibile raggiungere a sud gli altipiani maggiori d'Abruzzo, mentre a nord e ad est è una porta d'accesso al massiccio della Maiella e al relativo parco.

## Infrastrutture e trasporti

### Strade
Il paese è percorso dalla strada provinciale 12 Frentana che la collega a ovest con Cansano e Sulmona e a sud, dopo essere confluita nella strada statale 84 Frentana, nell'ordine, con Palena (dopo aver attraversato il valico della Forchetta), Roccaraso e Castel di Sangro, mentre a nord la strada provinciale per Caramanico Terme la collega con Pacentro e Sant'Eufemia a Maiella. Tramite strade secondarie è possibile inoltre accedere ad alcuni comuni limitrofi, come Rivisondoli e Pescocostanzo.

### Ferrovie
Era attiva la ferrovia Sulmona-Isernia, con fermate nella stazione di Campo di Giove e nella stazione di Campo di Giove Maiella (in quest'ultima per accedere alla stazione sciistica) e con collegamenti con Sulmona, Isernia, L'Aquila, Roma, Pescara e Napoli, ma il servizio ordinario è stato sospeso l'11 dicembre 2011. Il 17 maggio 2014 è stata riaperta come ferrovia turistica.

### Impianti a fune

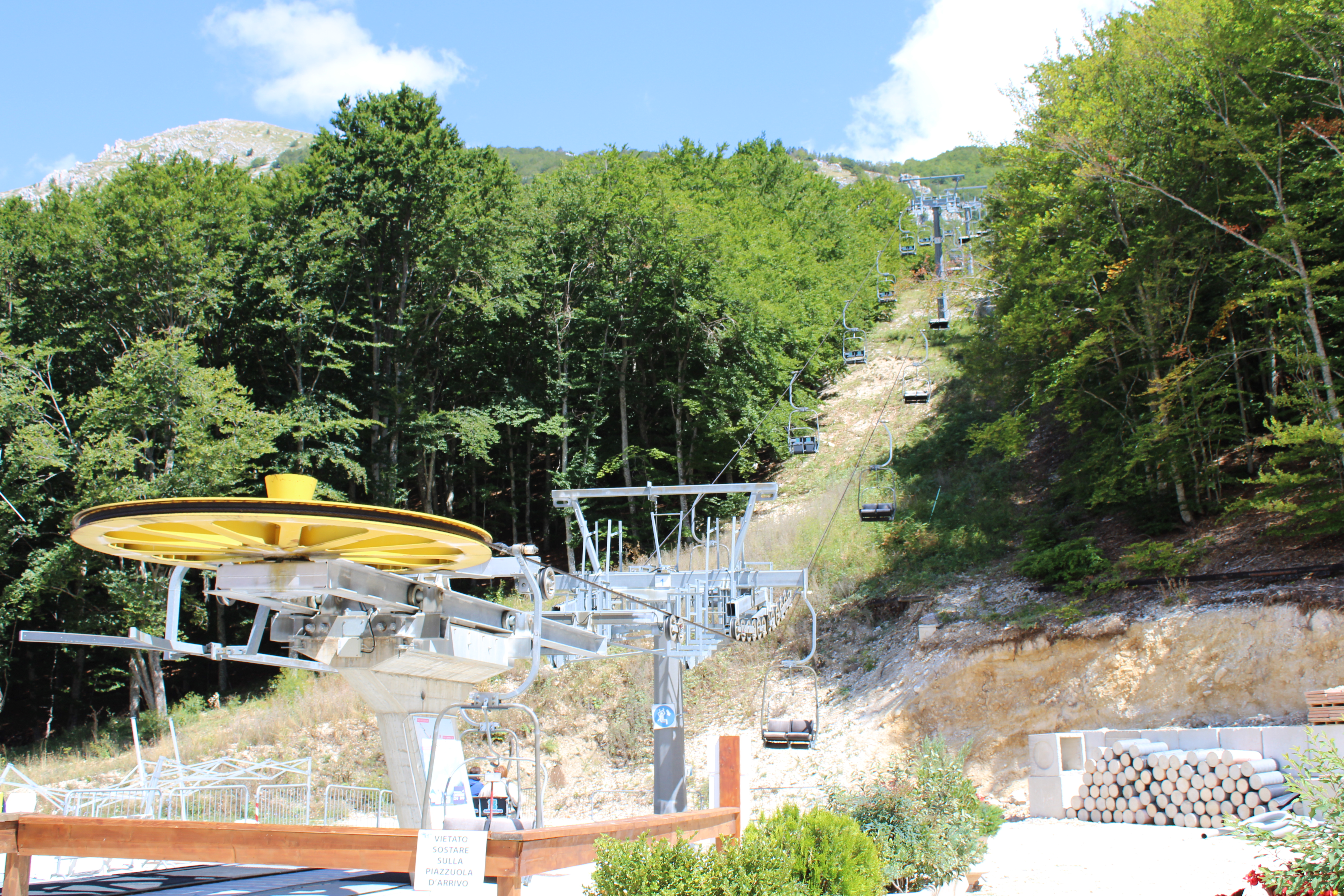
Gli impianti di risalita in estate

Nell'ambito del territorio comunale sono comprese una seggiovia e quattro sciovie, una delle quali sale fino a 2350 m s.l.m., sui pendii della Tavola Rotonda. Costruiti nel 1968, sono attivi durante la stagione estiva e invernale. Delle sciovie, due risultano dismesse.

### Mobilità urbana
Date le ridotte dimensioni dell'abitato, non vi è alcuna forma di mobilità urbana mediante autolinee, mentre i trasporti interurbani di Campo di Giove vengono invece svolti con autoservizi di linea gestiti dalla società TUA.

## Amministrazione

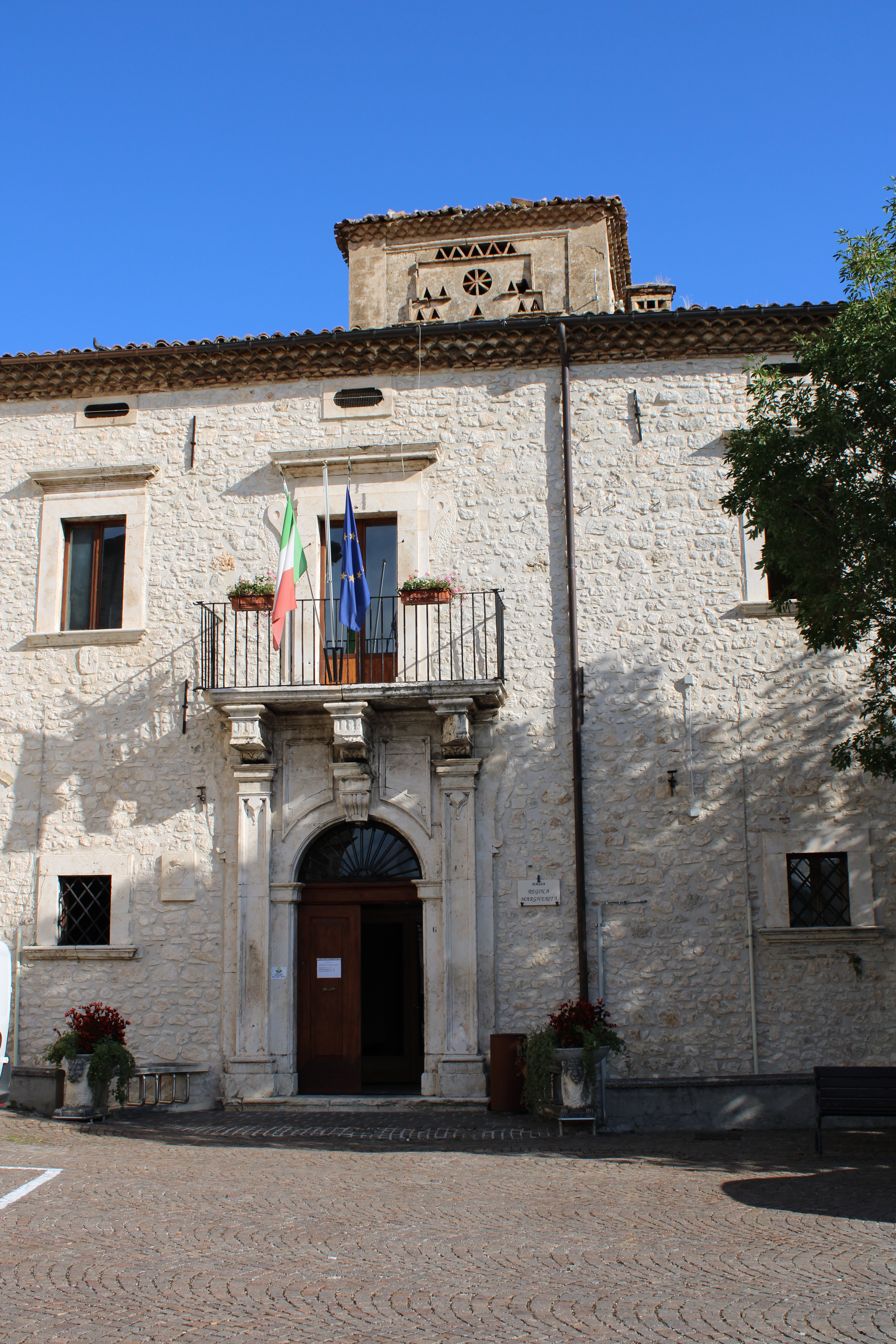
Palazzo Ricciardi, sede del municipio dal 1974

Dalla nascita della Repubblica Italiana si sono contrapposti nella storia politico-amministrativa del comune di Campo di Giove esponenti del Partito Socialista Italiano, della Democrazia Cristiana, del Partito Socialista Democratico Italiano e del Partito Comunista Italiano. Dal 1995, a seguito dell'introduzione dell'elezione diretta del sindaco da parte dei cittadini, avvenuta nel 1993, si sono alternate amministrazioni civiche di centro-sinistra e centro-destra; quest'ultima dal 2022 prosegue nel governo del comune.

### Gemellaggi
Campo di Giove è gemellata, nel segno di san Francesco, con il comune di:
- Assisi, dal 1988[180].

Nel 2023 il paese ha siglato un patto di amicizia, in nome del condiviso patrono sant'Eustachio, con i comuni di Acquaviva delle Fonti, Matera e Scanno.

### Altre informazioni amministrative
Con le leggi eversive della feudalità del 1806, Campo di Giove venne incluso nel giustizierato dell'Abruzzo Ulteriore Secondo, nel distretto di Sulmona, come comune di terza classe. Dal 1807 al 1811 fu aggregato al comune di Introdacqua e dal 1811 al 1829 fu frazione di Pacentro. Nel 1904 Cansano, frazione di Campo di Giove dal 1855, divenne comune autonomo. La località di Le Piane ha avuto origine ed è stata inclusa amministrativamente al paese durante il XX secolo.
Dal 2008 al 2013 il comune ha fatto parte della comunità montana Peligna (zona F), istituita nel 1975 e con sede a Sulmona; tuttavia continua ad esserne riconosciuto parte integrante, sebbene l'ente sia retto da un commissario straordinario ed abbia mutato il proprio statuto. Dal 1991 ospita all'interno di Palazzo Nanni un centro informazioni del parco nazionale della Maiella. Rientra infine tra i comuni che hanno aderito al patto dei sindaci.

## Sport
Molto sviluppate a Campo di Giove sono le discipline sciistiche invernali.
Ha sede nel comune la società di calcio ASD Majella United (fondata nel 2018 dalla fusione tra ASD Campo di Giove e ASD Cansano), che ha disputato campionati dilettantistici regionali.

### Impianti sportivi
Adiacenti al campo da calcio sono presenti nove campi – polivalenti e non – per sport quali basket, bocce, calcio a 5, padel, pallavolo e tennis.